# Cyberpunk 2077
Vous lisez un « article de qualité » labellisé en 2025.
Cyberpunk 2077 est un jeu vidéo en monde ouvert de genre action-RPG en vue à la première personne, développé par CD Projekt RED et édité par CD Projekt, inspiré du jeu de rôle sur table Cyberpunk 2020 conçu par Mike Pondsmith. Le jeu présente un monde futuriste dystopique de type cyberpunk.
Le jeu est marqué par un développement particulièrement long, après un dévoilement en mai 2012. Initialement annoncée pour  le 16 avril 2020 sur PC sous Windows, ainsi que sur les consoles Xbox One, PlayStation 4 et le système Google Stadia, la sortie du jeu est repoussée plusieurs fois jusqu'au 10 décembre 2020. La version pour les consoles Xbox Series et PlayStation 5 sort le 15 février 2022 sous la forme d'une mise à jour gratuite, tandis que la version Nintendo Switch 2 sort le 5 juin 2025.
Cyberpunk 2077 est vivement décrié à sa sortie à cause des problèmes techniques qu'il présente sur plusieurs supports, au point qu'il est considéré comme l'un des lancements les plus désastreux de l'histoire du jeu vidéo et qu'il entache sévèrement la réputation et la valorisation de CD Projekt. Il est progressivement réhabilité dans les années suivantes à mesure que les développeurs publient des mises à jour, notamment avec l'expansion Phantom Liberty, parue en septembre 2023, qui reçoit plusieurs distinctions de la part de la presse et de l'industrie.
Le jeu s'est vendu à plus de 30 millions d'exemplaires en novembre 2024 ; il permet de lancer une nouvelle franchise avec la série d'animation Cyberpunk: Edgerunners, diffusée sur Netflix en 2022, ainsi que la mise en chantier d'une suite.

## Trame

### Contexte historique et création deNight City
Cyberpunk 2077 plonge les joueurs au cœur d'un univers futuriste, à la fois cyberpunk et dystopique : l'intrigue se déroule en 2077, sur une Terre transformée par les progrès technologiques et les inégalités sociales, au sein de la mégapole fictive de Night City, dans l’État libre de Californie. Dans cet univers, règnent le chaos et les technologies de pointe, la pauvreté et les disparités dominent, les toutes-puissantes mégacorporations imposent leur loi, supplantant les gouvernements traditionnels. Parallèlement, le cyberespace émerge comme la « Nouvelle Frontière » de cette ère, amplifiant l'influence des technologies dans tous les aspects de la vie. Certains usages de la technologie se sont largement répandus, en particulier les ajouts d'implants cybernétiques ; ils proposent diverses augmentations physiques et mentales du corps humain. Parallèlement, l'usage de drogues de synthèse, variées et souvent addictives, s'est également démocratisé, reflétant l'aspect débridé et chaotique de cette société.
Entre les années 1990 et 2070, le monde de Cyberpunk prend un tournant significatif par rapport à notre réalité. Il y a d'abord des événements majeurs : l’effondrement des États-Unis en 1996, les guerres incessantes entre corporations rivales et le « Crash du Net » en 2022. Ces bouleversements changent les équilibres mondiaux, les méga corporations en profitent pour étendre leur influence et régner sur les institutions et la société.
Night City, une pièce maîtresse de l'univers de Cyberpunk, est fondée par Richard Night : il ambitionne de bâtir une utopie capitaliste. Son assassinat précipite la ville dans le chaos. Les gangs et les corporations prennent le contrôle ; ils font de la cité un symbole du désordre et des tensions sociales, selon les thématiques du genre cyberpunk.

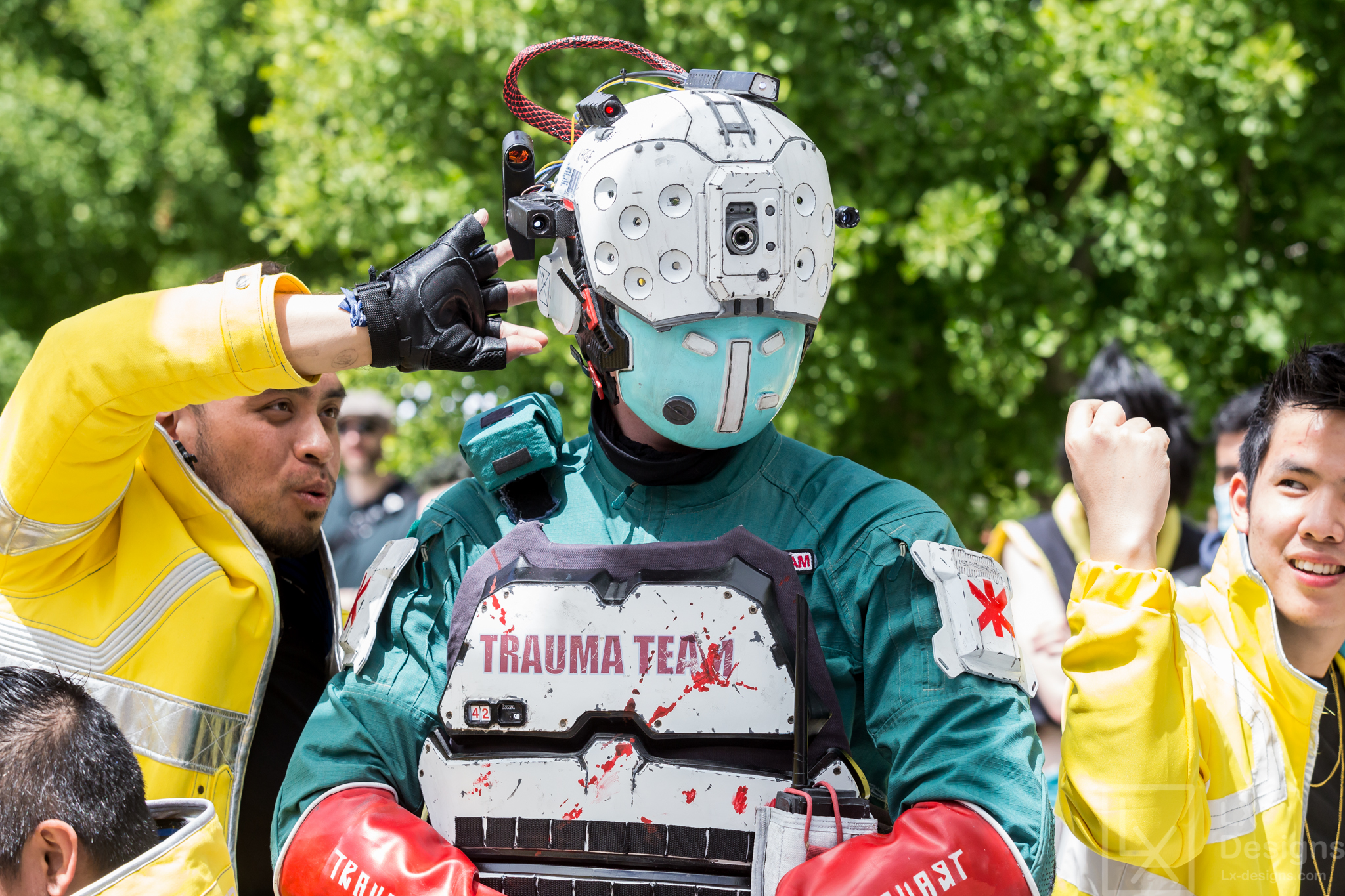
Cosplay d'un membre de la « Trauma Team » qui apparaît dans le jeu.

Divers services privés payants enrichissent l'univers de Cyberpunk. Parmi eux, la « Trauma Team », une équipe d'intervention armée qui propose des services de soins médicaux et de rapatriement d'urgence à ses clients. Une autre société notable est Delamain : un voiturier privé qui exploite une flotte de véhicules pilotés par une intelligence artificielle.

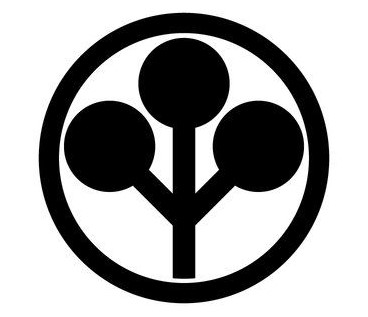
Logo de la mégacorporation Arasaka dans le jeu.

La pratique des « danses sensorielles » (« braindances » en VO) est populaire dans l'univers de Cyberpunk. Il s'agit d'enregistrements informatiques permettant de revivre les souvenirs, les expériences et les sensations d'un autre individu. L'utilisation excessive des danses sensorielles peut entraîner une dépendance chez certains utilisateurs, les amenant à une perte de contrôle, parfois accompagnée d'agressivité. Ces individus, appelés des « Psychos », sont souvent décrits comme dérangés ; ils peuvent recourir à des implants technologiques pour améliorer leurs capacités. Ils deviennent des menaces pour les « organiques » (les humains normaux). Pour les neutraliser, la force de police spéciale MAX-TAC a été créée.
Le joueur incarne le personnage de V (« Vincent » ou « Valérie »), un cyber-mercenaire qui commence sa carrière à Night City. L'aventure débute par l'une des trois introductions possibles, selon l'origine choisie pour le personnage : « Nomade », « Gosse des rues » ou « Corpo ». Chaque introduction conduit à l'aventure principale qui se déroule au cœur de Night City.

### Personnages
Sauf indication contraire, les informations mentionnées dans cette section peuvent être confirmées par la base de données cinématographiques IMDb,  présente dans la section « Liens externes ».
- V (Vincent ou Valérie[14]) (VO : Gavin Drea[15] ; VF : Eilias Changuel  ; VO : Cherami Leigh[15] ; VF : Julie Dray ) : le personnage principal[16], un cyber-mercenaire, il peut être un homme ou une femme.
- Jackie Welles (VO : Jason Hightowery[15] ; VF : Jérémie Covillault) : un Solo et l'un des premiers contacts de V, ainsi que son partenaire lors de ses premières missions. Il parle anglais et espagnol. C'est un ancien membre du gang des Valentinos[17].
- Viktor Vektor (VO : Michael Gregory ; VF : Lionel Tua) : un MedTechie, le « Charcudoc » (Ripperdoc) de V ; il lui fournit et répare ses implants cybernétiques[18].
- Dexter DeShawn (VO : Michael-Leon Wooley[15] ; VF : Thierry Mercier) : un Fixer renommé qui engage V et Jackie Welles pour plusieurs missions, notamment la récupération du robot Flathead de Militech[19], volé par le gang Maelstrom[17].
- T-Bug (VO : Cynthia McWilliams ; VF : Corinne Wellong) : une Netrunner, partenaire de Dexter DeShawn. Elle travaille également avec V et Jackie Welles[20].
- Yorinobu Arasaka (VO : Hideo Kimura ; VF : Akihiro Nishida) : le fils aîné de Saburo Arasaka, empereur défunt de la corporation japonaise Arasaka et leader des gangs Steel Dragons et Iron Lotus.

Principal antagoniste du jeu, Yorinobu est l'héritier de l'empire Arasaka ; il est en rébellion contre son père, il a coupé les liens et volé la Relic au Japon, avant de se rendre a Night City. À la mort de son père, il prend la tête de la corporation et entre en conflit avec sa sœur Hanako.
- Hanako Arasaka (VO : Alpha Takahashi ; VF : Azuki Hagino) : la fille de Saburo Arasaka et sœur de Yorinobu. Très attachée à son père et à la famille Arasaka, elle entre en conflit avec son frère après la mort de leur père et le vol de la Relic. Elle engage V pour contrer son frère et reprendre la mainmise sur la corporation familiale[22].
- Goro Takemura (VO : Rome Kanda ; VF : Martial Le Minoux) : un Solo, garde du corps personnel de Saburo Arasaka ; il sera déchu, et licencié, à la suite de la mort de son maître et du vol de la Relic[23].
- Johnny Silverhand (VO : Keanu Reeves, voix et incarnation dans le jeu[24] ; VF : Jean-Pierre Michaël) : un Rockerboy, ancienne « légende du rock » tombée dans l'oubli (il était le chanteur du groupe Samouraï, séparé en 2008) et un terroriste. Utilisant la musique et ses compétences d’ancien soldat (il a participé aux guerres corporatistes) pour défier l'autorité, Silverhand a planifié en 2023 un attentat à la bombe contre la Tour Arasaka à Night City ; il a été neutralisé par le mercenaire Adam Smasher. Sa personnalité est alors transférée dans une puce électronique nommée la Relic, sur ordre de Saburo Arasaka, pour le punir de l'attentat, ce qui cause sa mort physique. Depuis, sa conscience survit dans la Relic sous la forme d'un « engramme » (ou « construct numérique ») ; c'est la conscience numérisée d'un être humain transformée en codage informatique[25].

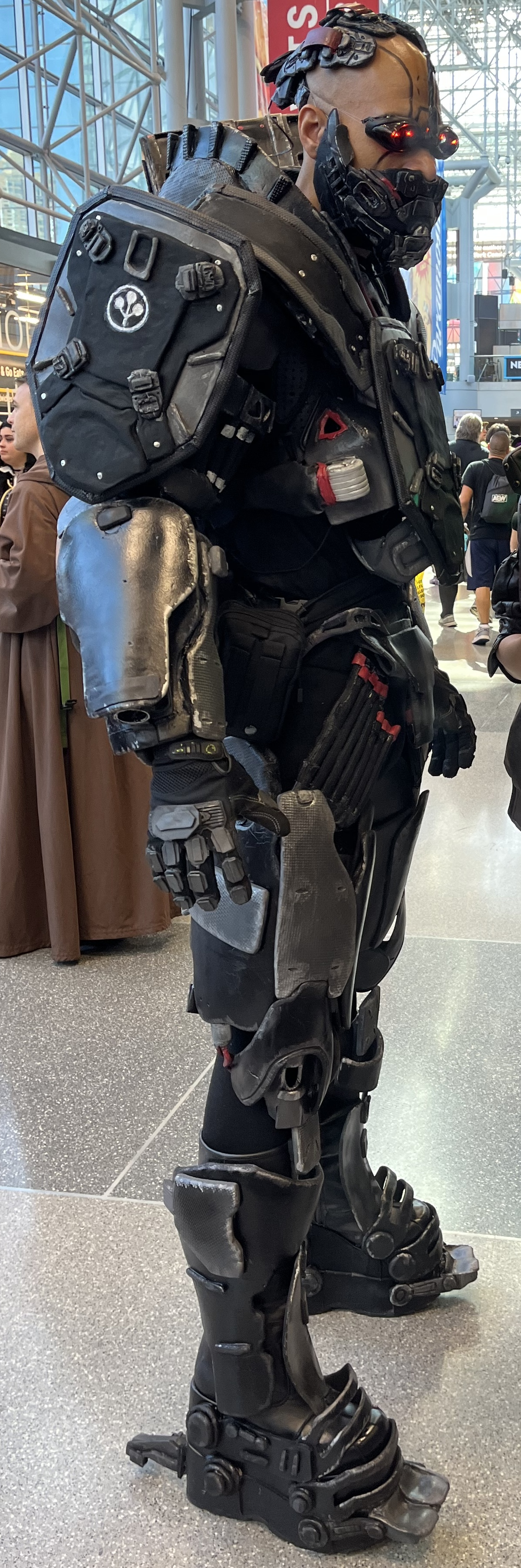
Cosplay d'Adam Smasher.

- Adam Smasher (VO : Alec Newman ; VF : Éric Peter) : un Solo de légende et un mercenaire cyborg, employé par la corporation Arasaka comme garde du corps personnel de Yorinobu Arasaka. Antagoniste secondaire, Smasher est un ennemi de longue date de Johnny Silverhand : il a bloqué sa tentative d'attentat à la tour Arasaka en 2023. À la suite de diverses blessures, il a été transformé à plus de 90 % en cyborg par son employeur[26].
- Rogue Amendiares (Jane Perry[27] ; VF : Ariane Deviègue) : une Fixer de légende, ancienne Solo et ex-partenaire de Johnny Silverhand. En 2077, elle est toujours active et dirige le nightclub nommé l'Afterlife, établissement réputé dans toute la ville[28].
- Altiera « Alt » Cunningham (VO Alix Wilton Regan[29] ; VF : Laura Blanc) : une Netrunner de légende, ancienne petite amie de Johnny Silverhand. Elle est la conceptrice du programme informatique Tueur d'âmes (« Soulkiller » en VO) : il sera utilisé par la corporation Arasaka pour créer la Relic. Après sa mort, causée par la corporation, Alt est devenue une IA et, depuis, sillonne la zone noire du cyberespace (au-delà du « Mur Noir », le firewall du réseau mondial créé par NetWatch), une zone où les IA « rebelles » ont trouvé refuge[30].
- Panam Palmer (VO : Emily Woo Zeller ; VF : Laëtitia Lefebvre) : une Nomade, ancienne membre du gang des Aldecaldos ; elle devient une mercenaire solitaire quand elle quitte son clan à la suite d'une dispute, mais garde des contacts avec celui-ci. Elle peut devenir une romance de V, selon leurs conversations, et à condition que le personnage de V soit un homme[31],[32].
- Judy Alvarez (VO : Carla Tassara[33] ; VF : Anaïs Delva) : une Techie, membre du gang des Mox. Elle initie V à la danse sensorielle. Elle peut devenir une romance de V, selon leurs conversations, et à condition que le personnage de V soit une femme[34],[35].
- Evelyn Parker (VO : Kari Wahlgren ; VF : Claire Morin) : une membre du gang des Mox. Elle travaille avec Judy Alvarez, et engage V pour une mission[36].
- Kerry Eurodyne (VO : Matthew Yang King ; VF : Guillaume Orsat)  : un Rockerboy, ancien membre du groupe Samouraï dont Johnny Silverhand était le chanteur. Il passe le plus clair de son temps dans sa villa de North Oak. Il peut devenir une romance de V, selon leurs conversations, et à condition que le personnage de V soit un homme[37].
- Meredith Stout (VO : Erica Lindbeck ; VF : Audrey Sourdive) : une Corpo qui travaille pour Militech (directrice principale des opérations) et qui cherche à récupérer le robot Flathead. Le joueur peut la rencontrer deux fois, mais ce n'est pas obligatoire[19].

#### Phantom Liberty
- Rosalind Myers (VO : Kay Bess [38] ; VF : Déborah Perret) : présidente en exercice des NUSA, elle est secourue par V après le crash de Space Force One à Dogtown.
- Solomon « Sol » Reed (VO : Idris Elba, voix et incarnation dans le jeu[38]; VF : Frantz Confiac[39]) : agent dormant à Dogtown de la Federal Intelligence Agency, contacté par V pour extraire Myers de Dogtown et retrouver Songbird.
- Songbird (Song So Mi) (VO : Minji Chang[38]; VF : Pascale Mompez[40]) : netrunner travaillant pour les NUSA, elle fait appel à V à bord de Space Force One pour sauver Myers.
- Kurt Hansen (VO : Eliah Mountjoy[38]; VF : Augustin Jacob[40]) : colonel à la tête de la milice Barghest, il contrôle Dogtown depuis la guerre de réunification. Il est le principal antagoniste de Phantom Liberty.
- Alena « Alex » Xenakis (VO : Yvonne Senat‑Jones[38]; VF : Maud Vincent[40]) : ancienne partenaire de Reed, également agent dormant de la FIA infiltrée sous couverture de tenancière de bar à Dogtown, elle est sollicitée par Reed pour l'aider à retrouver Songbird avec V.
- Mr. Hands (VO : Alex Jordan[38]; VF : Loïc Houdré[40]) : fixer énigmatique de Pacifica et Dogtown apparaissant déjà dans le jeu principal, il donne de nouveaux contrats à Dogtown pour V, qu'il rencontre en personne et à visage découvert.

### Résumé
Le jeu commence par le choix d'une des trois trajectoires de vie pour le personnage du joueur, nommé(e) V : « Nomade » , « Enfant des rues » ou « Corpo ». Ces trois parcours mènent V à s'associer avec Jackie Welles, un voyou des rues. Ensemble, ils deviennent mercenaires à Night City aux côtés de la netrunner T-Bug.
En 2077, un fixer local, Dexter "Dex" DeShawn, engage V et Jackie pour voler une biopuce appelée, la Relic, à la Corporation Arasaka. Ils parviennent à s'emparer de la Relic à l'hôtel Konpeki Plaza, mais la situation dégénère lorsqu'ils sont témoins du meurtre du dirigeant de mégacorpo, Saburo Arasaka, par son propre fils Yorinobu. Ce dernier camoufle le meurtre en empoisonnement et déclenche une alerte de sécurité, durant laquelle les netrunners d'Arasaka tuent T-Bug. V et Jackie s'échappent, mais l'étui protecteur de la Relic est endommagée, forçant Jackie à la placer dans son port neural. Les deux mercenaires parviennent à rejoindre le taxi automatisé Delamain qui les avait amené et à échapper aux drones d'Arasaka, mais Jackie, mortellement blessé, insère dans un dernier souffle la biopuce dans le port neural de V.

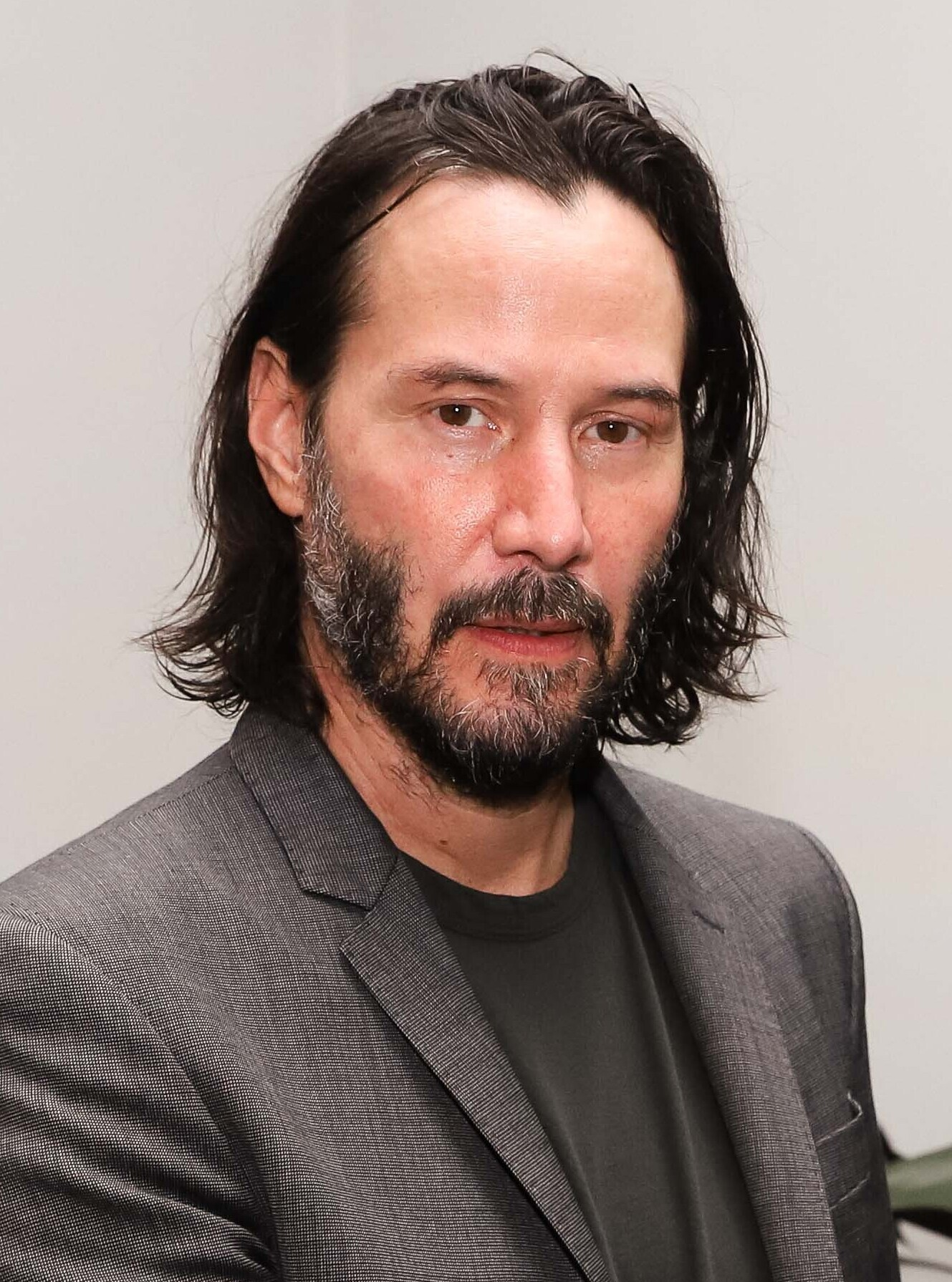
L'acteur de cinéma Keanu Reeves incarne le personnage de Johnny Silverhand.

Furieux de l'attention policière indésirable, Dex tire une balle dans la tête de V et l'abandonne pour mort(e) dans une décharge. À son réveil, V est hanté(e) par le fantôme numérique de Johnny Silverhand, un vétéran de guerre devenu rock star emblématique et terroriste, présumé mort en 2023 lors de sa propre attaque thermonucléaire contre la Tour Arasaka. V est ensuite secouru(e) par Goro Takemura, le garde du corps de Saburo, sur ordre d'Arasaka, car V est le/la principal(e) suspect(e) dans la mort de Saburo. Cependant, le duo est attaqué par des assassins d'Arasaka envoyés par Yorinobu. Ils repoussent les assaillants et rejoignent le charcudoc de V, Viktor Vector, qui révèle que la nanotechnologie de résurrection de la biopuce a sauvé la vie de V, mais a également déclenché un processus irréversible qui écrasera la conscience de V avec celle de Johnny, dont l'engramme mémoire est stocké sur la puce. V n'a que quelques semaines avant que le processus ne s'achève, et la biopuce ne peut pas être retirée sans tuer V instantanément. V doit donc trouver un moyen de se débarrasser de Johnny tout en restant en vie.
Déduisant de l'attaque des assassins que V est innocent(e) du meurtre de Saburo, Takemura et V commencent à travailler ensemble. À partir de là, V peut suivre deux pistes différentes : traquer le médecin en chef d'Arasaka, Anders Hellman, ce que V accomplit en travaillant avec Panam Palmer, membre du clan nomade des Aldecaldos ; et retrouver et sauver Evelyn Parker, la cliente de Dex qui a commandité le coup.
Après avoir trouvé et capturé Anders, V tente de contacter Evelyn Parker pour obtenir de l'aide, mais apprend qu'elle a été kidnappée par le gang de la Tête de Mort. Avec l'aide de Judy Álvarez, l'amie d'Evelyn, ils parviennent à la sauver, mais Evelyn est dans un état proche de la mort, la rendant incapable d'aider. En visionnant les souvenirs d'Evelyn via des danses sensorielles, V remonte la piste jusqu'aux Voodoo Boys, un gang de netrunners, et parvient à entrer en contact avec eux grâce à Mr Hands un mystérieux fixer. 
Grâce aux Voodoo Boys, V revit les souvenirs de Johnny et apprend qu'en 2013, Alt Cunningham, alors petite amie de Johnny, a créé le Tueur d'Âmes, une intelligence artificielle capable de copier l'esprit des netrunners à travers leurs liens neuronaux, mais détruisant le cerveau de la cible dans le processus. Arasaka a kidnappé Alt et l'a forcée à créer leur propre version du Tueur d'Âmes, qui stockerait l'esprit de ses cibles dans la forteresse numérique d'Arasaka, Mikoshi. Avec l'aide de son amie Rogue Amendiares, Johnny a mené une tentative de sauvetage pour sauver Alt, mais n'a pas réussi à la trouver avant qu'Arasaka n'utilise le Tueur d'Âmes sur elle. L'attaque thermonucléaire ultérieure de Johnny était une couverture pour libérer la conscience d'Alt du sous-réseau d'Arasaka, mais le chef de la sécurité d'Arasaka, Adam Smasher, l'a capturé, permettant à Arasaka d'utiliser le Tueur d'Âmes sur le rockerboy. En 2077, Arasaka fait la publicité d'un programme nommé Protégez votre âme et mène des recherches secrètes sur l'écriture d'une copie numérique d'un esprit dans un cerveau humain vivant, d'où est née la Relic.
V entre également en contact avec la conscience d'Alt, qui s'est échappée au-delà du Mur Noir, un pare-feu qui protège le net des intelligences artificielles rebelles. Avec la médiation de Johnny, V conclut un accord avec Alt : s'ils peuvent lui donner accès au sous-réseau d'Arasaka et obtenir un accès physique à Mikoshi, Alt pourra utiliser le Tueur d'Âmes pour séparer les consciences de V et de Johnny.
Travaillant avec Takemura, V l'aide à capturer la sœur de Yorinobu, Hanako Arasaka, pour la convaincre de la trahison de Yorinobu. Après avoir vaincu Oda, l'ancien élève de Takemura, ils parviennent à mettre Hanako en sécurité et à la convaincre de l'innocence de V, mais des soldats d'Arasaka attaquent, forçant V à fuir. Finalement, V doit décider s'il faut lancer une attaque contre la Tour Arasaka pour obtenir un accès physique à Mikoshi et utiliser le Tueur d'Âmes pour retirer Johnny de son corps, ou conclure un accord avec Hanako pour extraire la Relic.
Si V choisit d'attaquer la Tour Arasaka, selon les actions du joueur tout au long du jeu, V peut choisir différentes options pour mener l'attaque. V peut laisser Johnny prendre le contrôle et organiser l'attaque avec Rogue, réprimer Johnny et monter l'attaque avec ses alliés nomades du clan Aldecaldos, mener l'attaque en solo, ou simplement se suicider. Toutes les options (sauf le suicide) se terminent par la défaite d'Adam Smasher par V. Si V choisit de conclure un accord avec Hanako à la place, ils convainquent le conseil d'administration d'Arasaka qu'Yorinobu a tué Saburo, et évincent Yorinobu de son poste de PDG, V vainquant Smasher. Hanako honore son accord avec V et, après avoir inséré un engramme de Saburo dans Yorinobu pour venger le meurtre de Saburo, fait extraire la Relic de V par les médecins d'Arasaka. Dans tous les cas, il est révélé que les dommages subis par le corps de V sont irréversibles. Selon le choix du joueur, V demande soit à Arasaka de le télécharger dans Mikoshi jusqu'à ce qu'un corps hôte approprié soit trouvé, soit reste dans son corps avec une espérance de vie incertaine, soit permet à Johnny de prendre le contrôle de façon permanente. Si V attaque Arasaka et choisit de rester dans son corps, soit il ou elle devient une légende de Night City, soit il ou elle quitte Night City avec le clan Aldecaldos en espérant trouver un moyen de prolonger sa durée de vie. Si V cède son corps à Johnny, ce dernier rend hommage à ses amis et quitte Night City pour commencer une nouvelle vie.

#### Phantom Liberty
Peu après avoir pris contact avec Alt Cunningham grâce aux Vodoo Boys, V est contacté(e) via la Relic par Songbird, netrunner au service de la présidente Rosalind Myers. Elle informe V que Space Force One, l’avion présidentiel où elle se trouve avec Myers, a été piraté et s’apprête à s’écraser dans Dogtown, zone hors‑la-loi contrôlée par la milice Barghest de Kurt Hansen. En échange de l’aide de V pour secourir Myers, Songbird promet de lui fournir un moyen de stopper la dégradation cérébrale causée par la Relic . V infiltre Dogtown et assiste au crash de Spâce Force One, et sur le lieu du crash affronte le Barghest et réussit à sauver Myers. Il/elle l’escorte jusqu’à une planque sécurisée, mais perd tout contact avec Songbird en chemin. Myers charge V de contacter Solomon Reed, agent dormant de la NUSA, pour l’extraire de Dogtown et ensuite retrouver Songbird.
Reed organise l’évacuation de Myers et fait appel à son ancienne coéquipière, l’agent infiltrée Alena « Alex » Xenakis pour l'aider, ainsi qu'au netrunner Slider pour localiser Songbird. Slider rétablit le contact, révélant que Songbird a franchi le Mur Noir. Cette dernière annonce à V avoir été capturée par Hansen. Slider meurt, terrassé par le Mur Noir. V et Reed infiltrent une fête organisée par Hansen au Black Sapphire et retrouvent Songbird. Elle explique que son esprit est corrompu par des entités du Mur Noir et qu’un dispositif de matrice neurale en possession de Hansen pourrait guérir son état et celui de V. Elle organise un plan pour voler la matrice et s’échapper. V se charge ensuite d'établir une empreinte comportementale des jumeaux Aurore et Aymeric Cassel, deux netrunners français sollicités par Hansen pour s'occuper de la matrice, lors d'une partie de roulette. Hansen les rejoint et informe V qu'il connaît son identité d'agent des NUSA et celle de Reed, et les fait éconduire de l'hôtel. En parallèle, Reed découvre que Songbird a orchestré le crash de l’avion en pactisant avec Hansen sous les ordres de Myers. Malgré tout, Reed décide de sauver Songbird, en donnant à V un dispositif brise-glace pour la neutraliser le moment venu. Songbird contacte également V pour lui proposer de prendre la fuite ensemble en s'affranchissant des NUSA et de l'aide de Reed. Après avoir kidnappé et tué les jumeaux Cassel, en récupérant au passage les codes d'accès de la matrice neurale V et Alex prennent leur apparence grâce à l'empreinte comportementale et vont rencontrer Hansen. Tandis que Alex reste avec le colonel, V descend avec Songbird pour rentrer les codes d'accès et extraire la matrice neurale, que Songbird récupère. Le joueur a alors le choix de se ranger du côté de Reed ou de Songbird.
Si V choisit de trahir Songbird, il/elle lance le chargement du brise-glace pour la neutraliser. Mais le plan ne se déroule pas comme prévu : Songbird y résiste grâce au Mur Noir et expose leur couverture à Hansen, qui tue Alex. La netrunner, affaible par le brise-glace, s'enfuit, poursuivie par V qui doit faire face aux forces du Barghest puis à Hansen lui-même, qu'il/elle finit par tuer en combat singulier, avant d'assister impuissant(e) aux côtés de Reed à la capture de Songbird par la MaxTac. Un plan est alors mis en place pour intercepter le convoi la transportant, mais Songbird s'échappe une fois de plus. V la poursuit dans les profondeurs du complexe Cynosure. Cet ancien projet de Militech, concurrent au programme Protégez votre âme d'Arasaka, visait à domestiquer des IA hostiles d'au-delà du Mur Noir : c'est de là que la matrice neurale a été extraite. Après avoir échappé à un robot Cerberus contrôlé par l'IA du Mur Noir, et aperçu via le lien de la Relic différents souvenirs de Songbird, V retrouve la netrunner, de plus en plus corrompue par le Mur Noir. Elle lui demande de la laisser mourir, demande que V peut accepter d'honorer ou non. Reed arrive juste après, et tous deux se rendent ensuite à la frontière pour remettre Songbird à Myers. 
Si V choisit d'aider Songbird, tous deux s'enfuient pendant qu'Alex parvient à tuer Hansen par surprise. Déclarés fugitif(ve)s par les NUSA, ils/elles se rendent au spatioport pour partir sur la Lune, où selon Songbird se trouve une clinique pour les soigner tou(te)s les deux. S'opposent de nombreux soldats, tous tués par la puissance du Mur Noir. Dans le train les amenant à la fusée, Songbird avoue à V lui avoir menti : la matrice neurale ne peut soigner qu'une seule personne, et elle se la réserve en priorité. Sur la passerelle qui les conduit à la fusée, Reed s'interpose en demandant à V de lui remettre Songbird. Soit V s'exécute, soit est contraint(e) d'abattre Reed pour placer Songbird dans la fusée, qui décolle peu après pour la Lune. 
Si V a accepté la demande de Songbird de l'aider à mourir ou l'a envoyée sur la Lune, les NUSA ne lui proposent aucune contrepartie, le/la ramenant à la trame principale et au point de départ dans sa recherche de remède. Si V a remis Songbird vivante à la présidente ou à Reed sur la passerelle, une opportunité de guérison lui est offerte. Le joueur peut choisir ou non de suivre cette option, qui amène V à être soigné(e) par les NUSA à Washington avec la matrice neurale. Il/elle se réveille deux ans plus tard, en 2078, débarrassé(e) de la Relic et de Johnny, et retrouve Reed, qui l'informe que le traitement et la biopuce ont endommagé le cerveau de V à tel point qu'il/elle ne peut plus pratiquement plus avoir d'implants, et par conséquent renoncer à son activité de mercenaire. Songbird a également pu être soignée d'une autre manière, mais Reed, qui travaille désormais dans un bureau de la FIA à Washington, n'est pas satisfait de son sort qui la laisse toujours sous le contrôle de Myers. V retourne à Night City et retrouve Viktor, son charcudoc et quasiment seul contact encore restant dans la ville, qui lui confirme le diagnostic donné par Reed. En ressortant dans la rue, V se fait agresser par deux voyous sans pouvoir se défendre, et est laissé(e) à terre. Il/elle est relevé(e) par Misty, l'ancienne petite amie de Jackie Welles, qui au cours d'une dernière discussion lui redonne confiance en l'avenir. Après lui avoir dit au revoir, V s'éloigne et disparaît dans la foule.

## Thèmes

### Uchronie des États-Unis
Cyberpunk 2077 propose une uchronie : les États-Unis s’enlisent dans des guerres en Amérique centrale durant les années 1980, affaiblissant gravement leur puissance et leur économie. L'effondrement de l'Union soviétique n'a pas eu lieu, tandis que le Japon émerge comme une superpuissance, diffusant sa culture jusqu’en Californie.
Les événements du jeu vidéo se déroulent dans la ville fictive de Night City, une mégapole imprégnée de culture japonaise, située entre Los Angeles et San Francisco. Les motifs cyberpunk habituels, tels que le sadisme, la commercialisation de toute chose, la cruauté et la satisfaction, définissent le paysage politique de Night City.
Pays de merveilles hédonistes, Night City se divise en deux classes distinctes : d’un côté, les opprimés, qui cherchent l’évasion dans des substances psychédéliques et des travailleuses du sexe physiquement augmentées ; de l’autre, l’élite des entreprises, surnommée les « corpos », qui domine la société et jouit d’une prospérité financière considérable,.

### Transhumanisme
L'univers du jeu dépeint une société où les augmentations cybernétiques sont normalisées. Cette fusion entre l'humain et la technologie soulève des questions fondamentales sur l'identité et les limites de l'amélioration corporelle, illustrant les enjeux éthiques du transhumanisme.

### Capitalisme et anarchisme
L'univers de Cyberpunk 2077 dépeint une société où les méga-corporations exercent une domination totale, engendrant des disparités sociales extrêmes. Face à ce système capitaliste oppressif, des mouvements contestataires anarchistes se développent, proposant des modèles alternatifs d'organisation sociale. Cette dynamique de résistance contre l'hégémonie corporatiste constitue un des thèmes centraux du jeu,.

## Système de jeu

### Généralités
Cyberpunk 2077 est un jeu de rôle d'action en vue à la première personne. Le joueur incarne V, un ou une mercenaire, personnalisable dans les moindres détails : sexe (masculin ou féminin), voix, visage, coiffure, morphologie, modifications corporelles, origine et tenue vestimentaire. Le personnage dispose de cinq attributs principaux : constitution, intelligence, réflexes, capacité technique et sang-froid. Le joueur peut les développer et ajuster en fonction de son style de jeu. Une sixième statistique, appelée « Relic », est introduite avec l'extension Phantom Liberty. V possède diverses aptitudes motrices comme le sprint, le double saut ou encore la glissade, pour se repositionner en combat. Ces compétences peuvent être débloquées ou améliorées grâce à des implants cybernétiques installés par un « charcudoc ».
Le jeu propose une aventure non-linéaire dans un monde ouvert. Le récit se déroule progressivement à travers des missions (ou quêtes) que le joueur peut remplir dans l'ordre de son choix. Les missions se divisent en deux catégories : les missions principales, formant des arcs narratifs, et dont le contenu est susceptible de changer selon le comportement du joueur, et les missions annexes, qui sont facultatives mais sont néanmoins intégrées au récit et peuvent influencer la fin du jeu. Entre deux missions, le joueur peut explorer la ville ou s'adonner à différentes activités. Plusieurs stations de radio peuvent être écoutées pendant les trajets.
Les quêtes principales permettent de gagner des points d'expérience, nécessaires pour améliorer les statistiques du personnage. En parallèle, les quêtes secondaires augmentent la « réputation » de V, débloquent de nouvelles compétences, des vendeurs, des lieux, et des quêtes supplémentaires,,. Les missions sont souvent obtenues auprès de personnages appelés « Fixers », qui agissent comme des intermédiaires pour divers contrats. Tout au long de l'histoire, V peut compter sur le soutien de plusieurs compagnons, chacun apportant son aide selon les circonstances.
Les dialogues avec les PNJ sont à choix multiples et ont un impact sur le déroulement des quêtes. Certaines lignes de dialogue peuvent être disponibles ou non en fonction de l'origine choisie pour V en début de partie, et certains personnages font occasionnellement allusion aux origines du personnage. Les décisions prises en cours de partie façonnent la personnalité de V et peuvent mener à différentes conclusions. Certains personnages de Night City ne parlent pas la même langue que V, mais leurs dialogues peuvent être traduits via des implants cybernétiques.
Dans certaines zones, les forces de l'ordre peuvent intervenir si V enfreint la loi, selon un systèmes d'étoiles similaire à celui de la série Grand Theft Auto. Depuis la mise à jour 2.0, si cinq étoiles sont atteintes, une force d'intervention d'élite nommée la MaxTac débarque, constituée d'ennemis bien plus difficiles à combattre.
Les piétons sont vulnérables aux collisions et aux tirs.
Enfin, V peut vivre des expériences enregistrées, via un dispositif nommé « danse sensorielle » : il permet de revivre les souvenirs d'autres individus.

### Styles de jeu
Cyberpunk 2077 propose trois styles de jeu principaux : Netrunner, Solo et Technicien.
Le Netrunner est un expert en piratage informatique : il maîtrise l'art de s'infiltrer dans les réseaux pour manipuler systèmes et adversaires. Grâce à des compétences avancées en cybersécurité, il collecte des informations sensibles, il peut neutraliser des menaces à distance, et privilégie une approche furtive et stratégique,,.
Le Solo est un combattant aguerri, spécialisé dans les affrontements directs et la maîtrise des armes. En tant que mercenaire ou garde du corps, il possède des compétences accrues en combat rapproché et en tactiques militaires ; elles lui permettant de survivre à des situations dangereuses. Sa force physique et sa résilience sont un atout majeur dans les affrontements intenses, quand la puissance de feu et la stratégie sont essentielles.
Enfin, le Technicien, ou « Techie », est un spécialiste de l'ingénierie et de la manipulation technologique. Il excelle dans la fabrication, la modification et réparation d'équipements, ainsi que dans l'utilisation de gadgets et de drones pour soutenir ses alliés ou contrôler le champ de bataille. Sa maîtrise des systèmes technologiques lui permet de manipuler l'environnement à son avantage, en résolvant des problèmes complexes et en optimisant les performances des dispositifs qu'il utilise,.

### Système de combat
Le jeu propose un arsenal diversifié, comprenant des armes de mêlée et des armes à distance. Toutes sont classées par niveau de rareté et sont personnalisables.
Les armes à distance se répartissent en trois catégories : « cinétiques » (projectiles avec possibilité de ricocher sur des surfaces), « techniques » (projectiles capables de pénétrer des surfaces solides) et « intelligentes » (projectiles guidés nécessitant des implants spécifiques).
Par ailleurs, les types de dégâts infligés et subis incluent les dégâts physiques, incendiaires, électriques et toxiques.
Le joueur peut également adopter diverses approches non létales. Celles-ci permettent de ne pas de tuer les ennemis humains, voire de terminer le jeu sans faire de victime, et se déclinent ainsi :
- utilisation d'armes contondantes (bâtons, marteaux…) des poings permettent d'assommer les adversaires sans les tuer[79] ;
- modification des armes à feu : installer des « mods », tel le mod Pax[Note 6], permet de convertir les dégâts létaux en dégâts non mortels, et offre la possibilité de neutraliser les ennemis sans les éliminer[80] ;
- adoption de cyberwares[Note 7] spécifiques.
- utilisation de « quickhacks »[Note 8] non létaux, techniques de piratage qui permettent de neutraliser temporairement les ennemis sans les éliminer, offrant une alternative technologique à l'affrontement direct[80] ;
- approche furtive et éliminations discrètes : en s'approchant silencieusement derrière les ennemis, le joueur effectue des prises non létales pour les neutraliser en silence ; il évite ainsi les confrontations directes et s'assure une discrétion totale[80].

### Exploration et environnement

#### Night City et ses districts
La métropole en monde ouvert de Night City se compose de six régions distinctes : le Centre-Ville corporatif, l'enclave d'immigrants de Watson, le luxueux district de Westbrook, la banlieue résidentielle de Heywood, Pacifica infestée de gangs, incluant la section anarchiste Dogtown, et le quartier industriel Santo Domingo,. Autour de la ville s'étendent les « Badlands », une région sauvage également accessible à l'exploration. V se déplace dans ces lieux à pied, en vue à la première personne, ou en véhicules, avec une perspective à la première ou à la troisième personne.

#### Appartements et habitations
Le joueur dispose de plusieurs appartements servant de points de repos et de stockage. Le premier, situé dans le Mégabuilding H10, est accessible dès l'Acte I. À partir de l'Acte II, quatre autres appartements peuvent être achetés via le réseau EZEstates ou en visitant directement les lieux. Chaque logement offre une ambiance unique et des fonctionnalités telles que des stations de fabrication et des zones de repos améliorant certains attributs. L'appartement principal est personnalisable avec différents thèmes de décoration.

#### Cycle jour-nuit et météo
Le cycle jour-nuit et les conditions météorologiques dans Night City déterminent l'ambiance urbaine et les actions des personnages non-joueurs (PNJ). Ces derniers adoptent des comportements spécifiques selon l'heure de la journée, ce qui participe au réalisme de l'environnement. La surveillance de certaines zones diminue pendant la nuit, créant des opportunités pour les missions furtives. Le système météorologique dynamique influence les réactions des habitants : la pluie les pousse à se protéger sous des parapluies ou à chercher des abris.

#### Mini-Jeux
Des mini-jeux viennent compléter l'expérience principale.
- Les courses automobiles mettent à l'épreuve les talents de pilotage des joueurs sur différents tracés de Night City. Les participants y gagnent argent et notoriété, selon leur maîtrise du volant[89].
- Le « protocole de piratage » (Breach Protocol) s'initie lorsque le joueur doit résoudre des séquences codées pour infiltrer les systèmes de sécurité[90].
- Les bornes d'arcade permettant de jouer à différents mini-jeux sont réparties dans Night City, principalement dans les appartements de Northside, Japan Town et Glen. Les joueurs y accédent en interagissant directement avec ces bornes[91]. L'un d'eux, Roach Race, dérivé de l'univers de The Witcher, se décline en version mobile autonome, disponible gratuitement sur Android et iOS, en complément de son intégration dans Cyberpunk 2077[92].
- Une série de missions permettent à V d'affronter différents combattants dans des combats à mains nues[88].

### Véhicules

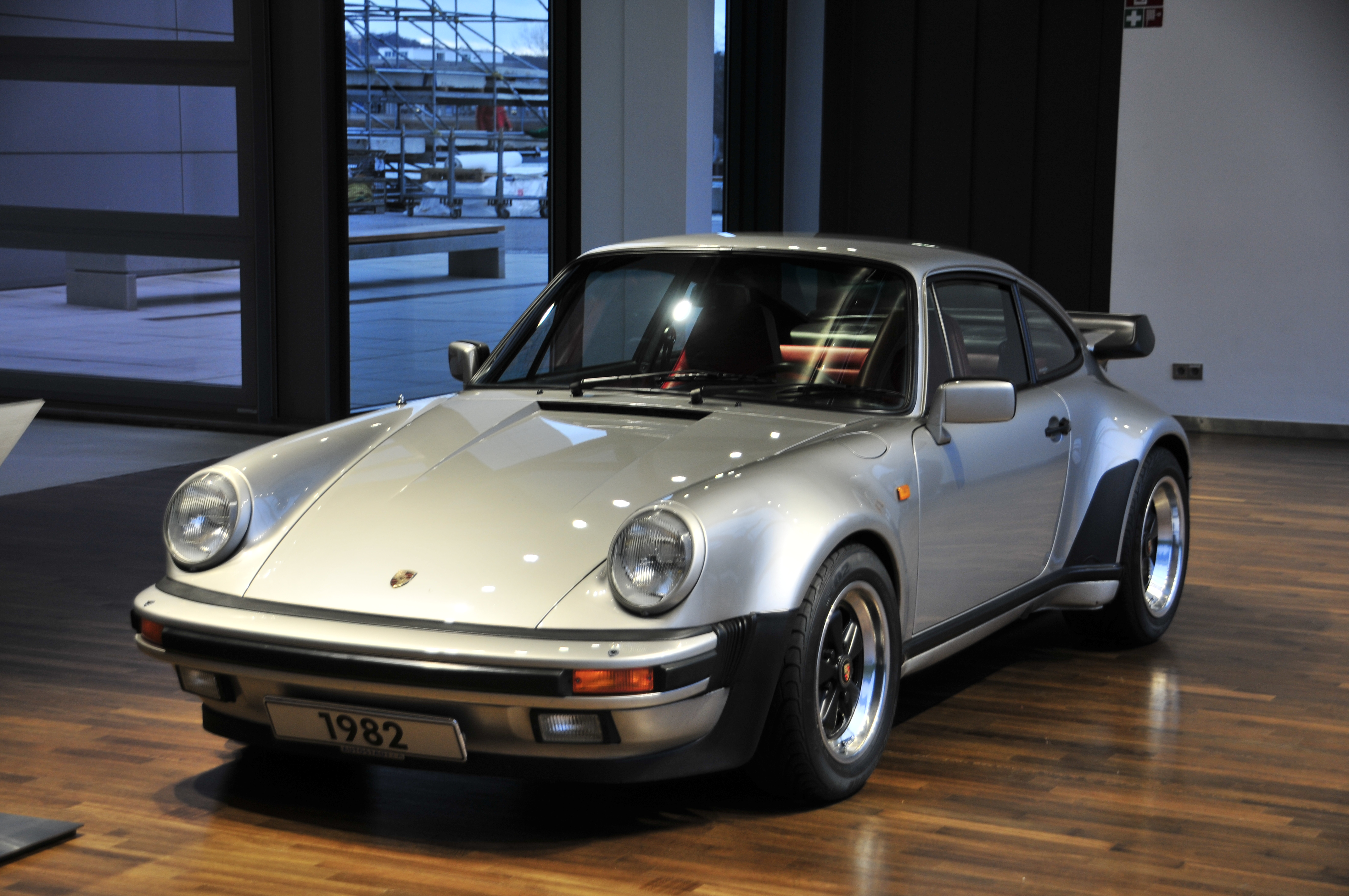
Une Porsche 911 Turbo similaire à celle présente dans le jeu.

V ne dispose pas d'un garage physique pour stocker ses véhicules, mais il peut gérer et changer son véhicule via le menu du jeu. Il en sélectionne un, confirme son choix, et le véhicule est proposé la prochaine fois qu'il appuie sur le bouton d'appel du véhicule.
S'il veut de nouveaux véhicules, le joueur peut les acheter à condition d'avoir les fonds nécessaires. Certains véhicules peuvent être obtenus gratuitement en accomplissant des missions spécifiques ou en explorant certaines zones. Par exemple, la « Rayfield Caliburn » noire peut être trouvée gratuitement dans une mine des Badlands, après avoir terminé la mission « Ghost Town ».
La mise à jour 2.2, publiée en décembre 2024, introduit des fonctionnalités cosmétiques pour les véhicules : les peintures « CrystalCoat » et la technologie « TwinTone », qui permet de copier les schémas de couleurs d'autres voitures en les scannant avec les optiques Kiroshi du joueur.
Il existe un véhicule réel intégré avec l'accord de Porsche : une 911 3.0L Turbo (type 930) de 1977 appartenant dans le jeu au personnage de Johnny Silverhand, que le joueur peut lui aussi conduire ; un exemplaire réel a été construit par Porsche et exposé dans divers salons automobiles,.

## Développement

### Obtention de la licenceCyberpunk
Les travaux préliminaires sur Cyberpunk 2077 débutent après la sortie de The Witcher 2: Assassins of Kings Enhanced Edition (2012). En 2012, CD Projekt Red, le studio interne de CD Projekt, contacte Mike Pondsmith, scénariste de Cyberpunk et fondateur de R. Talsorian Games, en lui envoyant une copie de The Witcher 2: Assassins of Kings (2011). Pondsmith, impressionné par la maîtrise de l’univers de Cyberpunk démontrée par CD Projekt Red, conclut un accord avec le studio : CD Projekt Red obtient la licence pour développer l’histoire de Cyberpunk à partir de l’année 2077, tandis que Pondsmith conserve les droits sur les médias se déroulant dans l’univers Cyberpunk jusqu’à cette date. Afin de garantir la cohérence de l’histoire pendant le développement, Pondsmith agit en tant que consultant sur Cyberpunk 2077.
L'expérience de Pondsmith chez Microsoft sur des jeux tels que Crimson Skies (2000) et Blood Wake (2001), ainsi que chez Monolith Productions pour le développement de The Matrix Online (2005), apporte une réelle valeur ajoutée à CD Projekt Red. Cette implication contraste avec l'indifférence de l'écrivain polonais Andrzej Sapkowski envers le studio lors du développement de The Witcher (2007) et The Witcher 2,.

### Concept

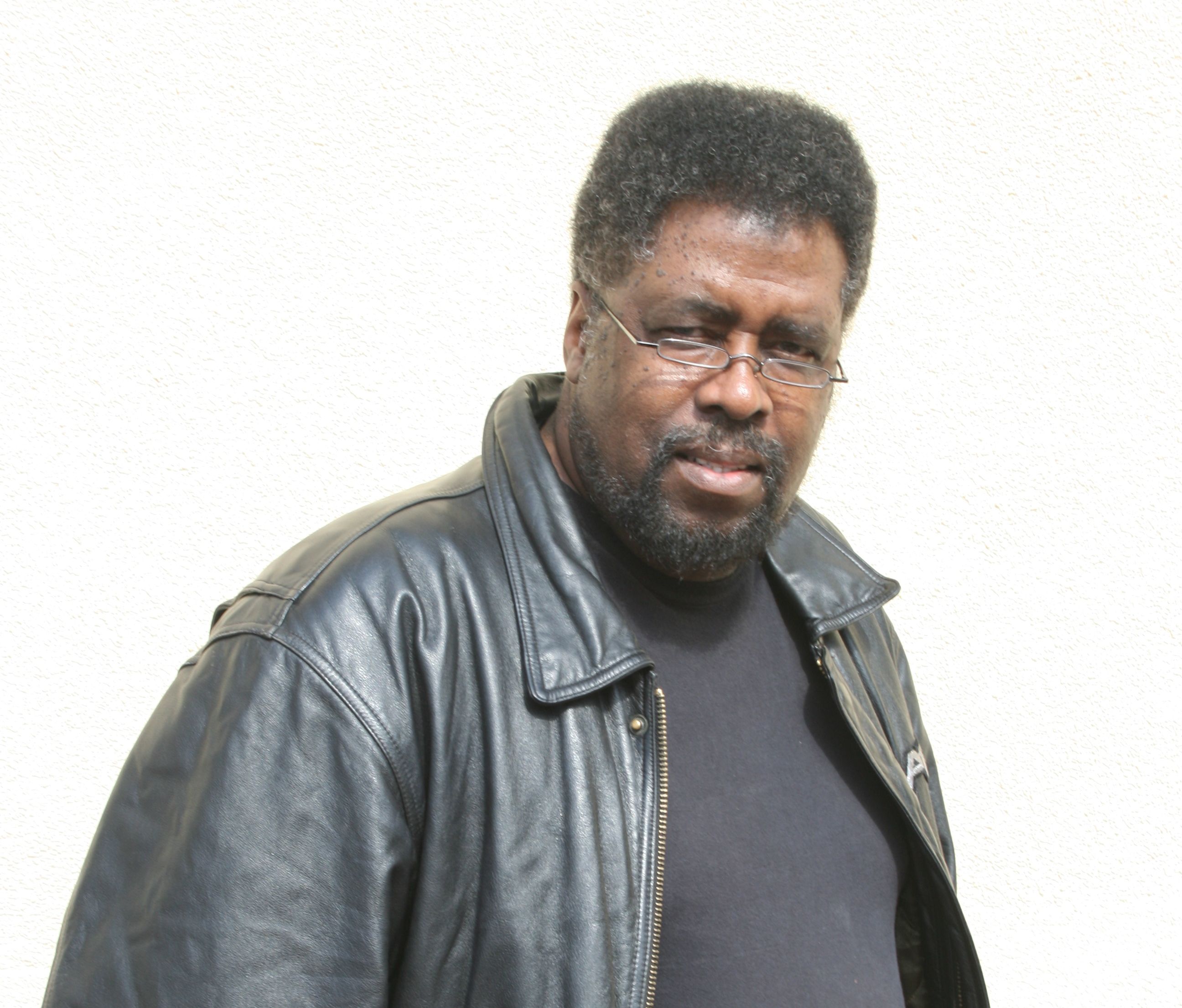
L'auteur Mike Pondsmith, concepteur du jeu de rôle Cyberpunk 2020, participe à l'adaptation en jeu vidéo.

Le concept de Cyberpunk 2077 s’inspire de la série Cyberpunk de Mike Pondsmith. Contrairement au stéréotype du genre cyberpunk, les thèmes explorés dans cette série dégagent un sentiment de rébellion et de fantaisie tout en conservant le ton sombre caractéristique. Le protagoniste de Cyberpunk, plutôt que de correspondre à l’archétype du héros cherchant à sauver le monde, lutte pour sa propre survie depuis une position d’humiliation et d’infériorité. Les développeurs du studio polonais CD Projekt admettent que le projet s’inspire également des romans de science-fiction de William Gibson, notamment Neuromancien, et du film Blade Runner (1982) de Ridley Scott,,. Cette influence s’entrelace avec l’essence unique de la série Cyberpunk. Le concepteur principal, Marcin Janiszewski, insiste : « Nous voulons assurer aux fans du jeu papier qu'il s'agit toujours du même Cyberpunk que celui que vous connaissez ». Contrairement au développement de The Witcher par CD Projekt Red, l’écart temporel entre les événements de Cyberpunk et de Cyberpunk 2077 offre au studio une liberté accrue pour adapter la série, tout en restant fidèle à l’univers original de Pondsmith,.

### Conception de jeu
CD Projekt Red adopte une perspective à la première personne pour immerger plus profondément le joueur dans le monde et mettre en avant le thème des mégacorporations. Afin de relier de manière invisible les scènes cinématiques et le gameplay, le studio choisit de cadrer la majorité des cinématiques — y compris les scènes de sexe — à la première personne. Les joueurs peuvent cependant conduire en vue à la troisième personne, et leur personnage reste visible dans certains contextes, comme devant les miroirs ou sur les caméras de sécurité. Le directeur du jeu, Adam Badowski, justifie l’intégration de la nudité avec soin, expliquant : « La nudité est importante pour nous pour une raison. Il s'agit d'un jeu cyberpunk, où les gens augmentent leur corps. Le corps n'est donc plus sacré, il est profane ». Cette décision s’inscrit dans une vision transhumaniste,.
L’équipe chargée des quêtes introduit plusieurs changements par rapport au système de quêtes de The Witcher 3: Wild Hunt (2015). La logique adoptée permet aux joueurs d’aborder les quêtes dans des ordres apparemment aléatoires tout en préservant la cohérence globale. Elle s’inspire de la philosophie de The Witcher 3 en matière de « tournure des quêtes ». Pour tirer parti des récits développés durant la conception, les segments inutilisés de l’histoire principale sont recyclés en quêtes secondaires,.
Le script de l'histoire est d'abord écrit en polonais, avant qu'il ne soit traduit en anglais par une équipe interne afin de faciliter le travail des nombreux traducteurs externes chargés de le localiser en dix-neuf langues.

### Technologie
Cyberpunk 2077 commence son développement en 2013 avec le RedEngine 3 :   ce moteur de jeu introduit des améliorations au rendu du terrain et de la végétation, grâce à une approche utilisant une mipmap découpée par une méthode appelée clipmapping. Cette technique met les régions en mémoire. Au total, six clipmaps sont créés : les clipmaps d'élévation, de carte de contrôle et de couleur sont transmis en continu, tandis que ceux d'erreur verticale, de normalité et d'ombre du terrain sont générés en temps réel. Le moteur utilise également une technique de tessellation, divisant les polygones en triangles par triangulation,. Pour optimiser les performances, les cartes d'erreur sont sous-échantillonnées avant la tessellation matérielle, évitant des calculs inutiles et limitant le rendu des grandes zones avec des niveaux élevés de tessellation.
Face aux défis posés par l’utilisation d’une perspective à la première personne – en rupture avec la perspective à la troisième personne utilisée dans les précédents jeux développés avec le REDengine – CD Projekt Red développe le REDengine 4. Ce nouveau moteur voit le jour grâce à une subvention de 7 millions de dollars accordée par le gouvernement polonais,. Presque tous les aspects du REDengine sont modifiés, notamment l’éditeur d’effets de particules, pour répondre aux exigences de Cyberpunk 2077.
Cyberpunk 2077 devient ainsi le dernier jeu à utiliser le REDengine, CD Projekt Red ayant décidé de passer à l’Unreal Engine 5 pour ses projets futurs, notamment The Witcher 4,. Le REDengine 4 a mis en œuvre divers ajustements d'éclairage pour créer un monde plus réaliste, y compris le ray tracing en temps réel, accéléré par DirectX, l'illumination globale, l'illumination diffuse et l'occlusion ambiante,. Ces fonctionnalités ne sont pas présentes sur les versions console du jeu. Parmi les autres caractéristiques, il y a le rendu physique, une amélioration par rapport au REDengine 3, les réflexions en espace écran, et des réflexions d'une grande netteté – à noter que le personnage du joueur est omis des réflexions générées par le ray-tracing basé sur une structure hiérarchique de volumes englobants.
Le personnage du joueur apparaît malgré tout dans certains objets rendus en texture, comme les miroirs. Les améliorations apportées aux ombres incluent les shadow maps en cascade, les ombres en espace écran, ainsi que les ombres ray-tracées avec durcissement au contact. Le rendu des personnages bénéficie également de la diffusion sous-surfacique et d’un ombrage réaliste de la peau. Ces fonctionnalités ajoutent une complexité computationnelle qui met à rude épreuve les anciennes consoles, telles que la PlayStation 4 et la Xbox One,. Pour optimiser les performances, Cyberpunk 2077 utilise le streaming vertical des ressources, ou culling, une technique de rendu qui exclut les objets situés en dehors du champ de vision du joueur, qu’ils soient au-dessus ou en dessous. Cette méthode contribue à réduire la consommation de mémoire.
Pendant le développement de Cyberpunk 2077, CD Projekt Red collabore avec plusieurs entreprises. Parmi elles, le studio Digital Scapes, basé à Vancouver, contribue en créant des outils supplémentaires,. La société multinationale Nvidia participe pour intégrer le ray tracing en temps réel,. Le studio QLOC, connu pour ses collaborations avec Capcom et Bandai Namco, est impliqué dans l'assurance qualité du jeu,. Enfin, Jali Research aide à implémenter la synchronisation labiale pour dix localisations à l’aide d’une génération procédurale, optimisant ainsi les dialogues grâce à l’intelligence artificielle.
En janvier 2025, les performances graphiques de Cyberpunk 2077 connaissent une amélioration significative grâce à l’arrivée des cartes graphiques RTX 50 et de la technologie DLSS 4 de Nvidia. Cette innovation, basée sur le Multi Frame Generation, génère jusqu’à trois images supplémentaires pour chaque image rendue. Les tests effectués en définition 4K avec le path tracing activé révèlent des gains de performances atteignant 935 %, permettant de dépasser les 120 FPS dans des zones particulièrement exigeantes, comme le marché noir du stade Petrochem.

### Direction artistique
Lors de la conception de Night City, l’équipe artistique de CD Projekt Red s’inspire de plusieurs sources. Les designs élégants de l’industriel allemand Dieter Rams créent un contraste avec les quartiers défavorisés de la ville, tandis que les couleurs vives et le matérialisme de l’artiste néo-futuriste américain Syd Mead contribuent à l’atmosphère kitsch de Night City,. La conception de ces environnements, réalisée sur huit ans, mêle éléments rétro et futuristes. Les bâtiments délabrés ou démodés, familiers mais transformés avec un futurisme distinct, puisent dans des références telles que Blade Runner (1982), qualifié de « bible du cyberpunk » par l’artiste environnemental Yusuke Sakakibara. Les urbanistes et l’architecture brutaliste influencent également le design, tandis que les dessins de Marcello Gandini inspirent les véhicules. Des références à Ghost in the Shell, System Shock (1994), et la première partie de Deus Ex (2000) enrichissent l’expérience. Parmi les véhicules emblématiques figurent une moto évoquant celle d’Akira et une voiture inspirée de Mad Max: Fury Road (2015).
Pour construire l’univers visuel de Night City, l’équipe artistique de CD Projekt Red développe quatre styles distincts : l’entropisme austère,, le kitsch coloré,, le néomilitarisme imposant, et le néokitsch opulent. Ces styles visuels racontent l’évolution du monde avant les événements du jeu,,. Dans l’entropisme, les bâtiments utilitaires et les voitures encombrantes illustrent une architecture née de la nécessité, où l’aspect pratique l’emporte sur l’esthétique. Avec le renouveau économique, le kitsch coloré, caractérisé par ses néons vifs et sa saturation visuelle, s’impose. Enfin, le néokitsch combine les structures classistes du néomilitarisme à la flamboyance du kitsch, où les riches utilisent des matériaux rares comme le bois et le marbre pour leurs bâtiments et portent des vêtements en peaux d’animaux. Un exemple marquant est le district de Pacifica, autrefois une destination de vacances florissante. Une crise économique frappe la région et la communauté haïtienne forme une civilisation autour des bâtiments laissés à l’abandon,.
L'équipe s'appuie sur le logiciel de composition numérique Nuke pour créer Night City. L’un des principaux défis consiste à développer un système d’éclairage global capable de projeter une grande variété de sources lumineuses dans les rues étroites de la ville. Par ailleurs, Nuke est également utilisé pour concevoir l'interface utilisateur et l'écran d'accueil du jeu.
L'Office américain du droit d'auteur (USCO) refuse d'enregistrer le logo de Cyberpunk 2077, estimant qu'il ne remplit pas les critères d'originalité requis pour bénéficier d'une protection par le droit d'auteur. Le logo se compose d'une typographie stylisée accompagnée de formes géométriques simples, des éléments considérés comme insuffisamment créatifs. CD Projekt, le studio à l'origine du jeu, demande un réexamen de la décision, mais l'USCO maintient son refus, jugeant que la combinaison de ces éléments ne justifie pas une protection juridique spécifique.

### Audio

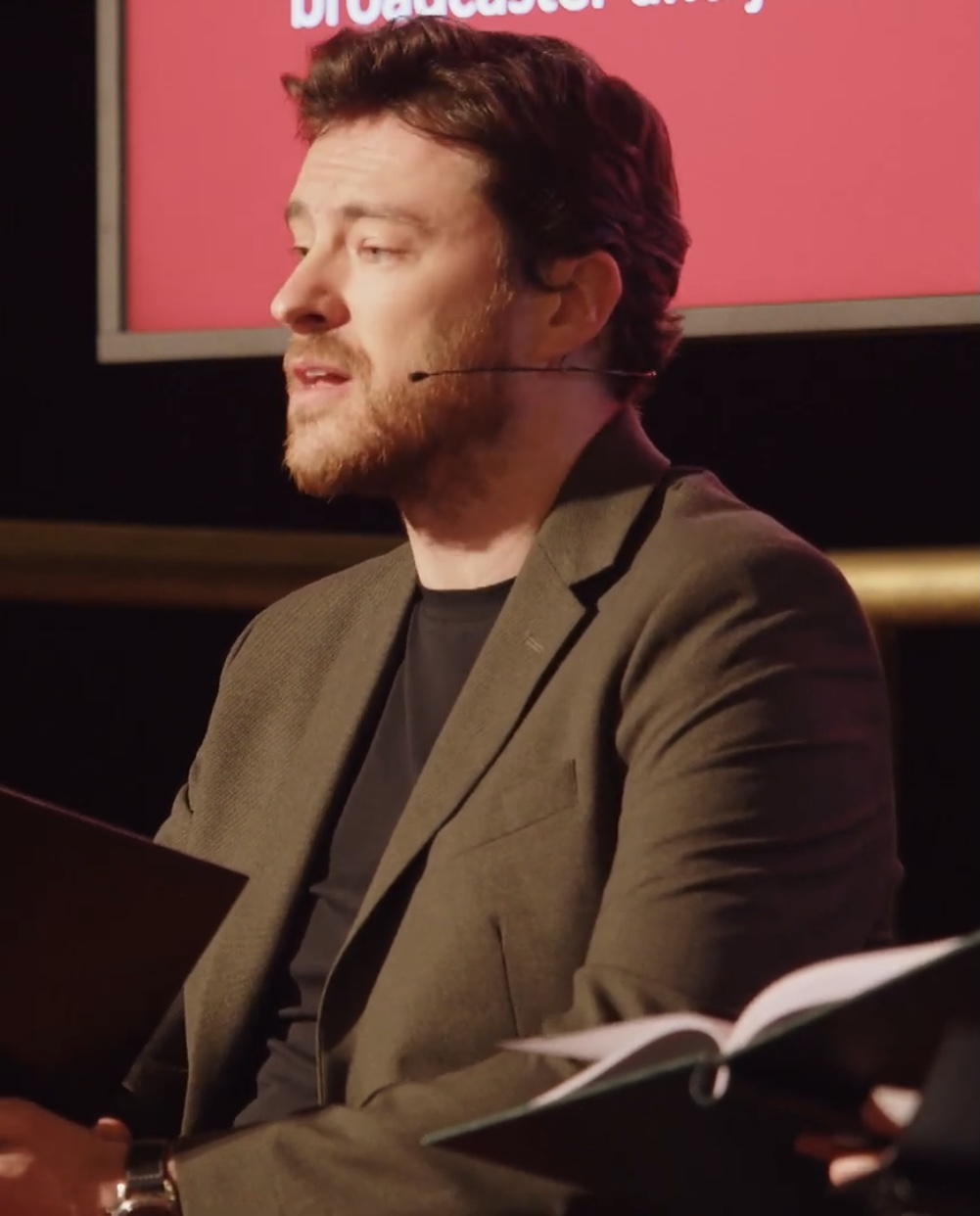
Gavin Drea, voix masculine originale de V.

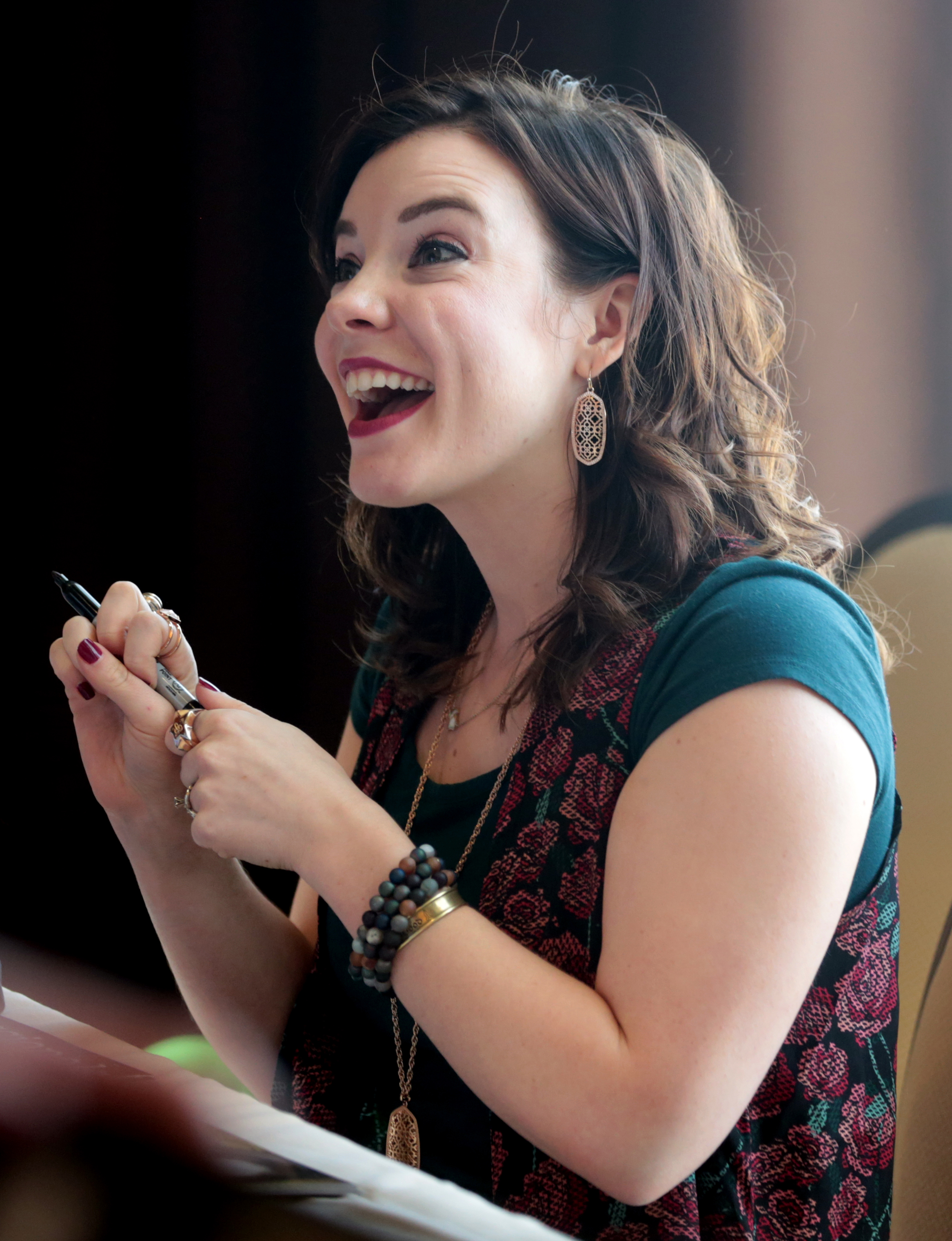
Cherami Leigh, voix féminine originale de V.

Les voix de V sont interprétées par Gavin Drea pour la version masculine et Cherami Leigh pour la version féminine.
Cherchant un acteur de renom pour le rôle de Johnny Silverhand, CD Projekt Red se tourne vers Keanu Reeves, connu pour son rôle de Neo dans la franchise Matrix. Keanu Reeves est contacté en juillet 2018 et accepte le rôle. Sa performance est capturée grâce à la technologie de capture de mouvement, qu’il avait déjà expérimentée pour le rôle de Neo en 1999.
Bien que novice dans l’univers des jeux vidéo, l'acteur canadien se montre enthousiaste à l’égard du scénario. Selon Marcin Iwiński, cofondateur de CD Projekt, le personnage de Silverhand possède le plus grand nombre de dialogues après celui de V.
Plusieurs artistes sous licence participent à la bande-son de Cyberpunk 2077. Le duo de hip-hop Run the Jewels, composé des rappeurs El-P et Killer Mike, écrit la chanson No Save Point, une critique percutante de l’état socio-économique de Night City,. Ce morceau, interprété dans le jeu sous le nom de Yankee and the Brave, fait référence au quatrième album du duo, RTJ4 (2020). D’autres artistes notables enrichissent la bande-son. Parmi eux, la musicienne canadienne Grimes prête sa voix à la pop-star cyborg Lizzy Wizzy, tandis que le groupe suédois Refused incarne Samurai, le groupe fictif de Johnny Silverhand. Le rappeur américain ASAP Rocky, la musicienne anglaise Gazelle Twin (alias Trash Generation), la rappeuse sud-africaine Yugen Blakrok, et le musicien américain Ilan Rubin comptent également parmi les contributeurs,.
I Really Want to Stay at Your House (en) est une chanson que l'artiste britannique Rosa Walton a écrite pour le jeu. Présentée sur la station de radio fictive 98.7 Body Heat Radio, la chanson est incluse par Lakeshore Records dans l’album de la bande originale Cyberpunk 2077 : Radio, Vol. 2 (Original Soundtrack), sorti le 18 décembre 2020,. La chanson connaît une résurgence en 2022, devenant virale après avoir été largement utilisée dans Cyberpunk: Edgerunners. Elle atteint la 68ᵉ position des classements au Royaume-Uni,.
Samuel Barnett prête sa voix à l’intelligence artificielle Delamain, l’entreprise de taxis omniprésente dans Cyberpunk 2077. Le concepteur de jeux Hideo Kojima fait un caméo dans le jeu. Il apparaît dans le prologue, au luxueux Konpeki Plaza,.
Lors d’une séance de doublage de Grimes, son compagnon Elon Musk interrompt la session en arrivant avec une arme à feu antique et exige un caméo dans le jeu, ce qui sera refusé par CD Projekt Red,.
Outre l'anglais, plusieurs personnages de Cyberpunk 2077 s'expriment en espagnol, en japonais, en russe et en créole haïtien.

### Production
Le budget de développement de Cyberpunk 2077 est exceptionnellement élevé, le plaçant parmi les jeux les plus coûteux jamais créés dans l'industrie vidéoludique. Pour le jeu de base, sorti en 2020, la banque polonaise BOS estime le coût à 328 millions de dollars avant sa sortie, tandis que le magazine spécialisé Kotaku chiffre plutôt le budget à 316 millions, répartis entre 174 millions pour la production et 142 millions pour la promotion. À ces frais, d’une ampleur exceptionnelle à l’échelle mondiale, s’ajoutent près de 60 millions de dollars alloués après la sortie du jeu à la production de l’expansion Phantom Liberty.
Une enquête du journaliste Jason Schreier de Bloomberg News expose que l'équipe dirigeante du projet a sous-estimé les efforts nécessaires à son développement, ce qui explique les mauvais résultats de Cyberpunk 2077 à sa sortie. 5,381 sont listées au générique du jeu, dont de nombreux partenaires externes. Malgré le doublement des effectifs par rapport à The Witcher 3, CD Projekt a planifié un calendrier similaire, concentrant l'essentiel du travail après 2016. Au cours du développement, de nombreux développeurs expriment le besoin de repousser la sortie du jeu.
Les ambitions de localisation de Cyberpunk 2077 pour de multiples territoires en font une tâche complexe : le jeu, qui contient près d'1,1 million de mots, est accessible en dix-neuf langues différentes, dont onze nécessitent le doublage de 82 000 lignes de texte. L'extension Phantom Liberty ajoute 450 000 mots au script et 25 000 lignes à doubler. 2 456 personnes sont listées au générique pour ce travail de localisation, dont vingt employés permanents du studio et 1 966 comédiens de doublage.

## Commercialisation

### Annonce et distribution
Cyberpunk 2077 est annoncé en mai 2012. Les premières bandes-annonces sont diffusées en janvier 2013, puis lors de l'E3 2018,, et à l'E3 2019. Le jeu est initialement confirmé pour Windows, avec les versions PlayStation 4 et Xbox One annoncées à l'E3 2018. La compatibilité avec Stadia est ajoutée en août 2019. Lors de l'E3 2019, une première date de sortie est fixée au 16 avril 2020,. Le lancement est ensuite repoussé au 17 septembre, au 19 novembre, et enfin au 10 décembre 2020.
Ces multiples reports suscitent des menaces de mort envers les développeurs. Le dernier délai est décidé à la dernière minute, environ 90 % des développeurs n'étant informés qu'au moment de l'annonce officielle en raison des contraintes légales et organisationnelles.
À partir du printemps 2020, une vaste campagne marketing se déploie autour de Cyberpunk 2077. Les collectionneurs découvrent d’abord des figurines Funko Pop, suivies par des figurines d’action produites par McFarlane Toys dans le cadre d’un partenariat triennal. L’univers du jeu s’étend à de nombreux produits dérivés : une édition limitée de la Xbox One X, des cartes graphiques, des chaises gaming, des boissons énergisantes, des sneakers, et un smartphone exclusif au marché chinois. La gamme s’élargit avec des périphériques gaming.
À la suite de l'annulation de l'E3 2020 en raison de la pandémie de COVID-19, CD Projekt décide d'organiser son propre événement en ligne, Night City Wire. Cet événement dévoile des bandes-annonces supplémentaires et présente davantage de séquences de gameplay. L'événement propose également des vidéos montrant les coulisses du développement, offrant un aperçu du processus créatif derrière le jeu. Night City Wire sert de plateforme clé pour fournir des informations sur le jeu en l'absence d'événements physiques majeurs.
Les versions pour consoles de nouvelle génération, Xbox Series X/S et PlayStation 5, initialement prévues pour 2021, voient en octobre 2021 leur sortie reportée à l'année suivante, avant d’être finalement lancées le 15 février 2022. Les possesseurs des versions Xbox One et PlayStation 4 peuvent obtenir gratuitement une mise à niveau vers ces nouvelles plateformes. Le mode multijoueur autonome, prévu initialement pour accompagner le lancement, est repoussé à une date ultérieure, postérieure à 2021. En décembre 2024, CD Projekt annonce que le jeu de base ainsi que l'extension Phantom Liberty seront disponibles sur macOS dès 2025.
Comme pour The Witcher 2 et The Witcher 3, Warner Bros. Interactive Entertainment et Bandai Namco Entertainment prennent en charge la distribution physique de Cyberpunk 2077, respectivement en Amérique du Nord et en Europe centrale. En outre, Bandai Namco est également responsable de la distribution en Australie et en Nouvelle-Zélande. Au Japon, Spike Chunsoft gère la publication des versions physiques pour la PlayStation 4, une tâche spécifique à ce marché.
Pour être commercialisé au Japon et en Chine, Cyberpunk 2077 subit des modifications importantes. La violence explicite et la nudité sont atténuées pour répondre aux réglementations locales et aux exigences des organismes de classification. Des ajustements spécifiques sont apportés pour le marché chinois, où certains contenus jugés inappropriés sont renommés ou supprimés afin de s’aligner avec les sensibilités culturelles locales. Au Japon, la censure touche également les dialogues et certains visuels, conformément aux normes de contenu en vigueur.
Un détail intrigant émerge en février 2021, lorsque des hackers explorent le code source de Cyberpunk 2077. Ils découvrent que les éléments destinés à être censurés pour le marché chinois sont identifiés sous l'étiquette « Winnie the Pooh » (Winnie l'ourson). Cette appellation fait référence à un mème internet comparant le président chinois Xi Jinping au personnage de Disney,.

### Éditions
À sa sortie, le jeu se décline en une édition standard et une édition collector. Chacune propose quelques bonus physiques en commun : un compendium de l'univers du jeu, des cartes postales, une carte détaillée de Night City et une série d'autocollants,,,. Chaque copie du jeu est également accompagnée de contenus numériques, comprenant la bande sonore, un art book, le livre source Cyberpunk 2020, des fonds d'écran et la bande dessinée Cyberpunk 2077 : Ta voix. L'édition collector, présentée quant à elle dans un coffret de grande taille, y ajoute un boîtier SteelBook (en), une figurine de V en version masculine, un artbook relié, un ensemble d'épinglettes, un porte-clés en métal, un exemplaire du Guide du Visiteur de Night City et des écussons brodés,. Enfin, les joueurs qui se procurent le jeu via GOG.com (filiale de CD Projekt) reçoivent en supplément une bande dessinée numérique intitulée Cyberpunk 2077: Les Rêves de Night City.

### Contenus additionnels et extensionPhantom Liberty

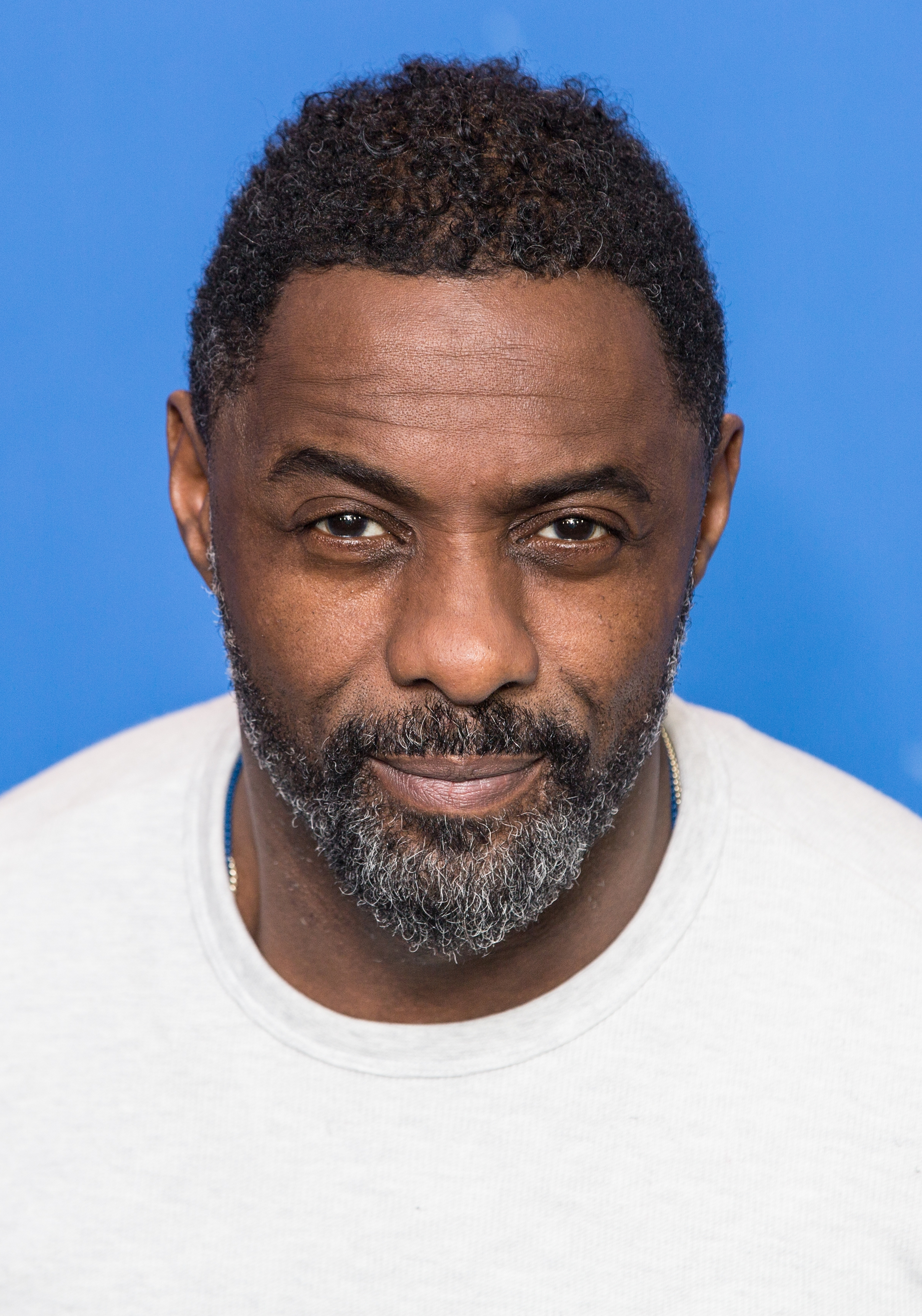
Idris Elba, acteur principal de l'extension Phantom Liberty.

Après la sortie du jeu, CD Projekt Red publie 18 DLC qui ajoutent des éléments cosmétiques et du contenu supplémentaire de gameplay. L’un de ces contenus téléchargeables inclut des éléments issus de l’anime Cyberpunk: Edgerunners.
Le studio publie également en septembre 2023 une extension nommée Phantom Liberty, la seule  prévue pour le jeu, qui propose une trentaine d'heures de contenus supplémentaires. Son scénario invite le joueur à venir au secours de la présidente des États-Unis après que son avion s'est écrasé dans Night City. L'extension met en vedette un personnage incarné par l'acteur Idris Elba.
Le 2 avril 2025, lors du Nintendo Direct dédié à la Nintendo Switch 2, CD Projekt Red annonce la sortie de Cyberpunk 2077: Ultimate Edition au lancement de la console le 5 juin 2025. Cette édition comprend le jeu de base ainsi que l'extension Phantom Liberty, offrant une expérience complète de l'univers de Night City,.

## Réception

### Avant la sortie

#### Popularité avant le lancement
Avant sa sortie, le jeu est attendu par les joueurs et par la critique spécialisée.
Lors de l’E3 2018, le jeu remporte un immense succès en décrochant plus de cent récompenses. Il est distingué comme meilleur jeu, meilleur jeu Xbox One et meilleur jeu PC par plusieurs jurys spécialisés. Élu meilleur RPG pour son gameplay immersif, il reçoit également le choix du public attribué par IGN. Game Informer le désigne meilleur jeu de rôle et jeu de l’année du salon. PC Gamer lui décerne le prix « Best of E3 », tandis que GamesRadar+ le consacre jeu du salon.
La deuxième bande-annonce est saluée comme l'une des meilleures du salon. Cependant, l'écrivain William Gibson, pionnier du sous-genre cyberpunk, critique son approche, la décrivant comme « GTA recouvert d'un futur rétro générique des années 80 ». Par la suite, Gibson se montre plus positif à propos de la première démo de gameplay.
La décision d'adopter une perspective à la première personne dans Cyberpunk 2077, en contraste avec la vue à la troisième personne utilisée dans The Witcher 3: Wild Hunt, suscite de nombreuses critiques,.
Lors de l'E3 2019, Cyberpunk 2077 se distingue comme le jeu le plus discuté de l'événement. Il est couronné par de nombreux prix, notamment Best of E3 par GamesRadar+, PC Gamer, Rock, Paper, Shotgun et Ars Technica,,,. Chez IGN, il remporte les distinctions de Best Game, People's Choice, Best PS4 Game, Best Xbox One Game, Best PC Game et Best RPG. La troisième bande-annonce, qui dévoile la participation de Keanu Reeves, est encensée,.
| Année | Prix                                            | Catégorie                                          | Résultat   | Réf.    |
| ----- | ----------------------------------------------- | -------------------------------------------------- | ---------- | ------- |
| 2018  | Game Critics Awards                             | Mention spéciale pour les graphismes               | Lauréat    | [ 259 ] |
| 2018  | Game Critics Awards                             | Mention spéciale pour l'innovation                 | Lauréat    | [ 259 ] |
| 2018  | Golden Joystick Awards 2018                     | Jeu le plus attendu                                | Lauréat    | [ 260 ] |
| 2018  | Gamers' Choice Awards                           | Jeu le plus attendu                                | Nomination | [ 261 ] |
| 2019  | Game Critics Awards                             | Mention spéciale pour les graphismes               | Lauréat    | [ 262 ] |
| 2019  | Golden Joystick Awards 2019                     | Jeu le plus attendu                                | Lauréat    | [ 263 ] |
| 2020  | 18e cérémonie des Visual Effects Society Awards | Meilleur personnage animé dans une publicité (Dex) | Lauréat    | [ 264 ] |
| 2020  | Gamescom Award 2020                             | Meilleur jeu PC                                    | Lauréat    | [ 265 ] |
| 2020  | Gamescom Award 2020                             | Meilleur jeu de rôle                               | Lauréat    | [ 265 ] |
| 2020  | Gamescom Award 2020                             | Best of Gamescom                                   | Lauréat    | [ 265 ] |
| 2020  | Gamescom Award 2020                             | Gamescom « Most Wanted »                           | Lauréat    | [ 265 ] |
| 2020  | Gamescom Award 2020                             | Meilleur jeu Sony PlayStation                      | Lauréat    | [ 265 ] |

#### Polémiques autour des exemplaires de test et des conditions d'embargo
Avant la sortie de Cyberpunk 2077, CD Projekt Red distribue des exemplaires de test à plusieurs grands médias sous des conditions d'embargo particulièrement strictes. Les testeurs doivent signer des accords de non-divulgation (NDA), et seules les images fournies par l'entreprise peuvent être utilisées dans les critiques. Selon le magazine Wired (qui n’a pas reçu d'exemplaire de test), toute violation du NDA est passible d’une amende d’environ 27 000 $ par infraction. L’interdiction pour les testeurs de montrer leur propre gameplay dans leurs critiques, combinée à la limitation des exemplaires de test à la seule version PC, exclut toute évaluation préalable des versions console. Cette politique suscite des inquiétudes et contribue à éroder la confiance d’une partie des consommateurs.

#### Controverse autour des risques d'épilepsie
Liana Ruppert, une journaliste pour Game Informer atteinte d’épilepsie photosensible, subit une crise en testant le jeu quelques jours avant sa sortie. La séquence de danse sensorielle incriminée présente des lumières clignotantes rouges et blanches rappelant les motifs des dispositifs médicaux destinés à provoquer volontairement des crises. En réaction, CD Projekt Red publie une déclaration publique et prend contact avec Ruppert. Un correctif est rapidement déployé pour ajouter un avertissement, suivi d’un autre, le 11 décembre, visant à réduire le risque de déclenchement de symptômes épileptiques.

### À la sortie

#### Accueil critique
Les critiques des versions PC, PlayStation 5 et Xbox Series de Cyberpunk 2077 sont « généralement favorables », selon les évaluations recueillies par Metacritic,,. En revanche, les versions PlayStation 4 et Xbox One reçoivent des avis « mitigés ou moyens »,.
Les critiques saluent largement l’histoire de Cyberpunk 2077 pour sa qualité, ainsi que la profondeur et l’étendue des quêtes secondaires. L’atmosphère immersive de son monde, la qualité visuelle et la fraîcheur de son cadre cyberpunk sont également fortement appréciées,,. Toutefois, les systèmes du jeu, comme l’artisanat, les mécanismes de conduite et les combats, reçoivent un accueil plus mitigé. Certains critiques reconnaissent les nombreux atouts du jeu tout en pointant du doigt une représentation jugée superficielle du genre cyberpunk. Ils dénoncent également une certaine ironie dans la manière dont le jeu aborde des thèmes comme l'anticapitalisme et l'anarchisme. Par ailleurs, la représentation des personnes transgenres suscite une controverse, certains estimant qu’elles sont fétichisées sans jouer de rôle significatif dans la narration.

#### Controverse sur l'état technique du jeu à son lancement
Le lancement de Cyberpunk 2077 suscite une immense attention médiatique ; le jour de son lancement, Cyberpunk 2077 atteint par exemple un pic de popularité en dépassant le million de spectateurs simultanés sur Twitch. L'état du jeu est en revanche immédiatement décrié : Cyberpunk 2077 souffre de nombreux bugs et problèmes de performance, affectant particulièrement les versions destinées à la PlayStation 4 et à la Xbox One,.
La presse et les commentateurs du secteur décrivent cet accueil comme l'un des lancements les plus désastreux de l'histoire du jeu vidéo, et comme un revers majeur pour CD Projekt Red, dont la réputation pro-consommateur, bâtie grâce à des succès tels que The Witcher 3: Wild Hunt, est très gravement entachée,. Alors que CD Projekt Red était depuis plusieurs mois l'entreprise la plus cotée de Pologne, et qu'elle surpassait Ubisoft comme entreprise de jeu vidéo la plus cotée d'Europe, le cours de son action s'effondre. En juillet 2022, près d'un an après la débâcle, l'entreprise ne vaut plus que 25% de sa valeur financière juste avant la sortie du jeu. Le Guardian qualifie cette sortie de véritable « désastre », tandis que le New York Times évoque l'un des échecs les plus marquants de l'histoire de l'industrie vidéoludique, soulignant que CD Projekt Red n'a pas su répondre aux attentes élevées pour ce qui devait être le plus grand jeu de l'année.
Certaines des premières critiques de la presse spécialisée ne se basent que sur la version PC du jeu ; elles sont ensuite mises à jour, avec l'ajout d'un avertissement concernant la différence notable de performance entre cette version et les versions pour consoles,. En raison des performances du jeu sur les consoles, CD Projekt présente ses excuses, notamment pour le secret qui entourait la qualité de ces versions avant la sortie. La société conclut en permettant aux consommateurs insatisfaits d'opter pour un remboursement,,. Des rapports de joueurs incapables d'obtenir le remboursement sont nombreux. CD Projekt Red déclare, par la suite, qu'il n'y avait pas d'accord spécifique avec Microsoft ou Sony pour faciliter une telle action ; les remboursements étaient traités selon les politiques de remboursement standard,.
Le 17 décembre 2020, Sony annonce qu'il offre des remboursements aux clients ayant acheté Cyberpunk 2077 sur le PlayStation Store, tout en retirant le jeu de la plateforme « jusqu'à nouvel ordre »,. En juin 2021, le jeu fait son retour sur le magasin, accompagné d'un avertissement : « Les utilisateurs continuent de rencontrer des problèmes de performance avec ce jeu. L'achat pour une utilisation sur les systèmes PS4 n'est pas recommandé »,.
La version Xbox One de Cyberpunk 2077 reste disponible à l'achat sur la boutique en ligne de Microsoft, bien qu'un avertissement concernant les problèmes de performance y soit ajouté. Les joueurs ayant acheté le jeu via cette boutique se voient également offrir la possibilité d'obtenir un remboursement,. Aux États-Unis, la chaîne GameStop accepte exceptionnellement les retours des versions en boîte, même lorsque celles-ci sont ouvertes, en dérogeant à sa politique habituelle de remboursement.
Les critiques du jeu, bien qu'en majorité positives, conduisent à des résultats décevants selon les analystes financiers. L'action de CD Projekt SA enregistre une chute de 9,4 % à la suite de la publication des notes sur Metacritic. De son côté, l'agrégateur de critiques OpenCritic reproche à CD Projekt Red d'avoir volontairement présenté le jeu sous un jour trompeur. L'entreprise est également critiquée pour ne pas avoir fourni d'exemplaires de test pour les versions Xbox One et PlayStation 4, tout en sachant que celles-ci recevraient des critiques défavorables.
Un recours collectif est déposé en Californie le 24 décembre 2020, au nom des investisseurs ayant placé leur argent dans CD Projekt au cours de l'année 2020. La plainte allègue que la société aurait fait des déclarations frauduleuses concernant l'état de Cyberpunk 2077 afin d'induire en erreur les investisseurs,. Un second recours similaire suit en janvier 2021. En réaction, CD Projekt annonce qu'elle se défendra vigoureusement contre ces accusations. En mai 2021, les quatre actions en justice distinctes intentées contre la société concernant Cyberpunk 2077 sont regroupées en une procédure collective.
En décembre 2021, CD Projekt propose un règlement dans le cadre du recours collectif intenté par les investisseurs, s'engageant à verser 1,85 million de dollars au groupe plaignant. Cet accord est approuvé par un juge en janvier 2023,. Par ailleurs, l'Office polonais de la concurrence et de la protection des consommateurs (pl) ouvre une enquête en janvier 2021 pour obtenir des explications de la part de CD Projekt concernant les nombreux problèmes rencontrés lors du lancement du jeu et les mesures prises pour les corriger,. Pendant les derniers mois de développement, les employés ont été contraints de travailler des semaines de six jours. Toutefois, CD Projekt décide de ne pas lier les primes des développeurs aux résultats critiques du jeu et leur verse l'intégralité des primes prévues, indépendamment des notes des critiques.
Le 13 janvier 2021, le codirecteur général Marcin Iwiński s'adresse aux joueurs dans un message vidéo, s'excusant pour l'état du jeu à sa sortie et détaillant les plans de CD Projekt pour corriger ses problèmes. Iwiński admet que l'entreprise a « sous-estimé le risque » lié à l'adaptation d'un jeu conçu pour fonctionner sur des ordinateurs personnels aux consoles, en particulier les Xbox One et PlayStation 4,.
Il souligne que le moteur de streaming du jeu, responsable du chargement des éléments au fur et à mesure que le joueur explore l'univers, a été réduit pour s'adapter aux performances des anciennes consoles, mais que cela a conduit à des problèmes inattendus. Bien que ces versions aient été testées avant leur sortie, les problèmes observés par les joueurs n'ont pas été identifiés lors des tests internes. Iwiński prend la responsabilité de ces décisions, affirmant qu'elles relevaient de la direction et non des développeurs.
En plus de promettre des remboursements et de travailler à restaurer le jeu sur le PlayStation Store, il décrit une feuille de route s'étalant sur une année entière. Celle-ci comprend des correctifs multiples pour améliorer les performances sur consoles de génération précédente, suivis d'optimisations pour les consoles plus récentes, avant toute reprise du développement de contenu supplémentaire.

#### Sortie deEdgerunners
Malgré les difficultés techniques qui ont marqué son lancement, Cyberpunk 2077 enregistre une hausse significative de ses ventes en 2022, atteignant une augmentation de plus de 18 %, avec 94 % des copies vendues sous forme numérique,. Cette croissance est attribuée, en partie, à la sortie de la série animée Cyberpunk: Edgerunners sur Netflix, accueillie positivement par les critiques et les fans. Sur PC, le nombre de joueurs actifs atteint des niveaux inégalés depuis le lancement. Le phénomène persiste, avec plus d’un million de joueurs quotidiens pendant au moins quatre semaines après la diffusion de la série.
Parallèlement, une mise à jour du jeu intégrant des éléments issus de la série, sous forme d’objets additionnels, renforce cet élan ; selon CD Projekt Red, elle contribue à une augmentation des ventes du jeu. La série est de nouveau évoquée dans la mise à jour qui accompagne l'extension Phantom Liberty.

### Ventes
Avant même sa sortie, Cyberpunk 2077 suscite l'engouement, atteignant un total de huit millions de précommandes. Parmi celles-ci, 74 % concernent la version dématérialisée du jeu. Malgré les controverses, à la date du 20 décembre 2020, Cyberpunk 2077 atteint un total de 13 millions de copies vendues, en incluant les ventes numériques et physiques ainsi que les remboursements. Ce chiffre dépasse de loin le succès commercial de The Witcher 3, qui avait atteint 4 millions d'exemplaires vendus sur une période équivalente. En avril 2022, CD Projekt annonce que les ventes cumulées dépassent 18 millions d'unités, un chiffre qui monte à plus de 20 millions à la fin de septembre 2022. Le 26 novembre 2024, le jeu franchit un nouveau cap avec 30 millions d'exemplaires écoulés, tandis que son extension Phantom Liberty atteint, quant à elle, 8 millions de copies.

### Distinctions
| Année | Prix                         | Catégorie                                                         | Résultat   | Réf.    |
| ----- | ---------------------------- | ----------------------------------------------------------------- | ---------- | ------- |
| 2021  | Steam Awards                 | Jeu exceptionnel riche en récits                                  | Lauréat    | [ 346 ] |
| 2023  | Games Awards 2023            | Meilleur jeu en évolution (pour l'extension Phantom Liberty)      | Lauréat    | [ 347 ] |
| 2023  | Games Awards 2023            | Meilleure narration (pour l'extension Phantom Liberty)            | Nomination | [ 347 ] |
| 2023  | Games Awards 2023            | Meilleure performance d'acteur (pour l'extension Phantom Liberty) | Nomination | [ 347 ] |
| 2023  | Games Awards 2023            | Meilleur lien avec sa communauté                                  | Nomination | [ 347 ] |
| 2024  | British Academy Games Awards | Meilleur jeu en tant que service                                  | Lauréat    | ,       |
| 2024  | British Academy Games Awards | Vote du public pour le jeu de l'année                             | Nomination | ,       |

## Suite et projets liés

### Produits dérivés
Un livre d'art de 192 pages, Le Monde de Cyberpunk 2077, est publié en anglais par Dark Horse Books le 29 juillet 2020, et en français par Panini le 16 septembre 2020,,. Quelques mois plus tard, le 9 septembre, Dark Horse Comics publie le premier numéro d'une série de bandes dessinées intitulé Cyberpunk 2077: Trauma Team. Cette série, écrite par Cullen Bunn et illustrée par Miguel Valderrama, se concentre sur les aventures de l'équipe médicale d'urgence Trauma Team. Dark Horse Comics lance ensuite plusieurs séries de bandes dessinées supplémentaires. Parmi celles-ci, Cyberpunk 2077 : Les Rêves de Night City (2022), qui explore les histoires de personnages confrontés aux défis et opportunités de Night City, et Cyberpunk 2077: Blackout (2022), qui met en lumière d'autres facettes de la métropole futuriste. Un guide stratégique officiel, disponible en édition classique ou collector, est également publié par Piggyback interactive lors la sortie du jeu.
Un anime dérivé basé sur l'univers de Cyberpunk 2077, Cyberpunk: Edgerunners, est produit en collaboration entre CD Projekt Red et le studio Trigger. La série est diffusée pour la première fois sur la plateforme Netflix le 13 septembre 2022. Après son accueil positif, une deuxième série adaptée est mise en projet par Netflix pour élargir l'univers de Cyberpunk.
En 2019, la commercialisation d'un jeu de cartes intitulé Cyberpunk 2077 - Afterlife: The Card Game est également annoncée, en partenariat avec l'éditeur CMON Limited et avec une date de sortie prévue en 2020,.

### Projet de suite:Orion

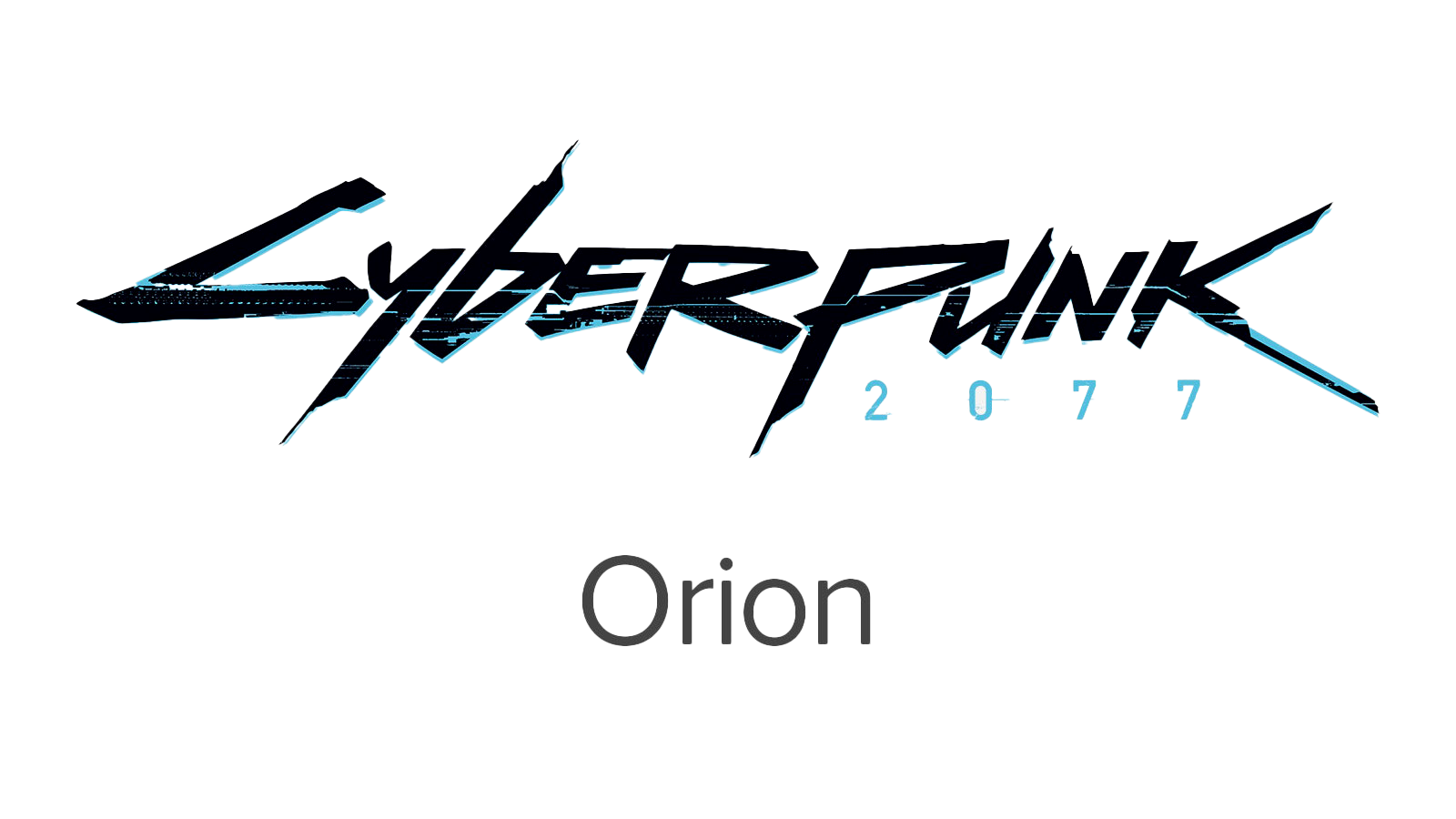
Logo du projet Orion.

En octobre 2022, CD Projekt Red annonce le développement d'une suite à Cyberpunk 2077, sous le nom de code interne « Projet Orion ». Ce projet est confié à CD Projekt North America, qui regroupe leurs studios situés à Vancouver et Boston.
En février 2024, le développement du jeu est encore à ses débuts, avec des membres clés de l'équipe de développement transférés à Boston pour piloter le projet. Gabe Amatangelo, directeur de l'extension Phantom Liberty, est désigné pour le diriger.
Le jeu est développé avec le moteur graphique Unreal Engine 5, et CD Projekt promet des graphismes « photoréalistes de haute qualité ».